# Vincent van Gogh
Vincent Willem van Gogh (pronunciado [ˈvɪnsɛnt fɑŋ'ɣɔx]ⓘ; Zundert, 30 de marzo de 1853-Auvers-sur-Oise, 29 de julio de 1890) fue un pintor neerlandés, uno de los principales exponentes del postimpresionismo.
Pintó unos 800 cuadros (entre ellos 43 autorretratos y 148 acuarelas) y realizó más de 1600 dibujos. Una figura central en su vida fue su hermano menor Theo van Gogh, marchante de arte en París, quien le prestó apoyo financiero de manera continua y desinteresada. La gran amistad entre ellos está documentada en las numerosas cartas que se intercambiaron desde agosto de 1872. De las 800 cartas que se conservan del pintor, unas 650 fueron para Theo; las otras son correspondencia con amigos y familiares.
Desde joven tuvo inclinación hacia el dibujo. Su primer trabajo fue en una galería de arte. Más tarde se convirtió en pastor protestante y en 1879, a la edad de veintiséis años, se marchó como misionero a una región minera de Bélgica, donde comenzó a dibujar a la gente de la comunidad local. En 1885 pintó su primera gran obra, Los comedores de patatas. En ese momento su paleta se componía principalmente de tonos sombríos y terrosos. La luz y la preferencia por los colores vivos por la que es conocido surgió posteriormente, cuando se trasladó al sur de Francia, consiguiendo su plenitud durante su estancia en Arlés en 1888.
La calidad de su obra fue reconocida solo después de su muerte, en una exposición retrospectiva en 1890, considerándose en la actualidad uno de los grandes maestros de la historia de la pintura. Influyó grandemente en el arte del siglo XX, especialmente entre los expresionistas alemanes y los fauvistas como Matisse, Derain, Vlaminck y Kees Van Dongen. Falleció a los treinta y siete años de edad por una herida de bala; aún no se sabe con seguridad si fue un suicidio o un homicidio involuntario. A pesar de que existe una tendencia general a especular que su enfermedad mental influyese en su pintura, el crítico de arte Robert Hughes cree que las obras del artista están ejecutadas bajo un completo control; de hecho, el pintor nunca trabajó en los periodos en los que estaba enfermo.

## Biografía

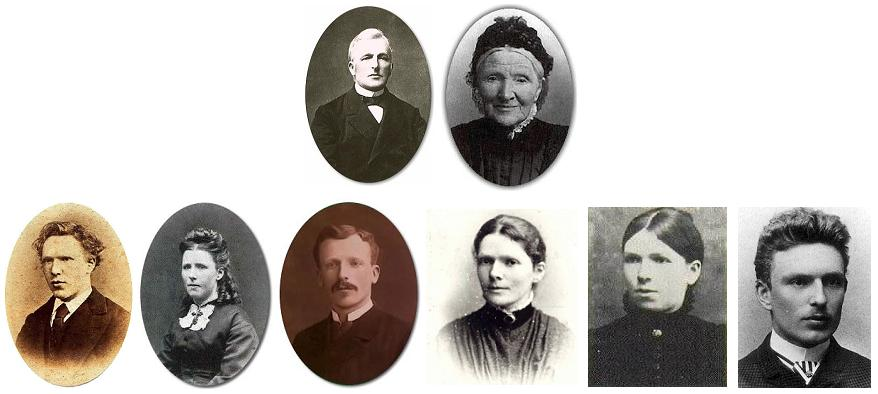
La familia de Vincent van Gogh:
Arriba: sus padres Theodorus y Anna Cornelia.
Abajo, de izquierda a derecha: Vincent Willem, Anna Cornelia, Theo, Elisabetha Huberta, Wilhelmina Jacoba y Cornelius Vincent.

Nació el 30 de marzo al atardecer de 1853. Hijo de un austero y humilde pastor protestante neerlandés llamado Theodorus y de su mujer Anna Cornelia, Vincent recibió el mismo nombre que le habían puesto a un hermano que nació muerto exactamente un año antes. El 1 de mayo de 1857 nació su hermano Theo y ambos tuvieron cuatro hermanos más: Cornelius Vincent, Elisabetha Huberta, Anna Cornelia y Wilhelmina Jacoba.
Durante la infancia acudió a la escuela de manera discontinua e irregular, pues sus padres le enviaron a diferentes internados. El primero de ellos en Zevenbergen en 1864, donde estudió francés y alemán. Dos años después se matriculó en la escuela secundaria HBS Koning Willem II (Tilburg) viviendo con la familia Hannik en la calle Sint Annaplein 18-19 y permaneció allí hasta que dejó los estudios de manera definitiva a los quince años. Por entonces comenzó su afición por la pintura.
Sobre su infancia, Vincent van Gogh comentó: «Mi juventud fue alegre, fría y estéril».

### Primeros trabajos

#### Marchante de arte

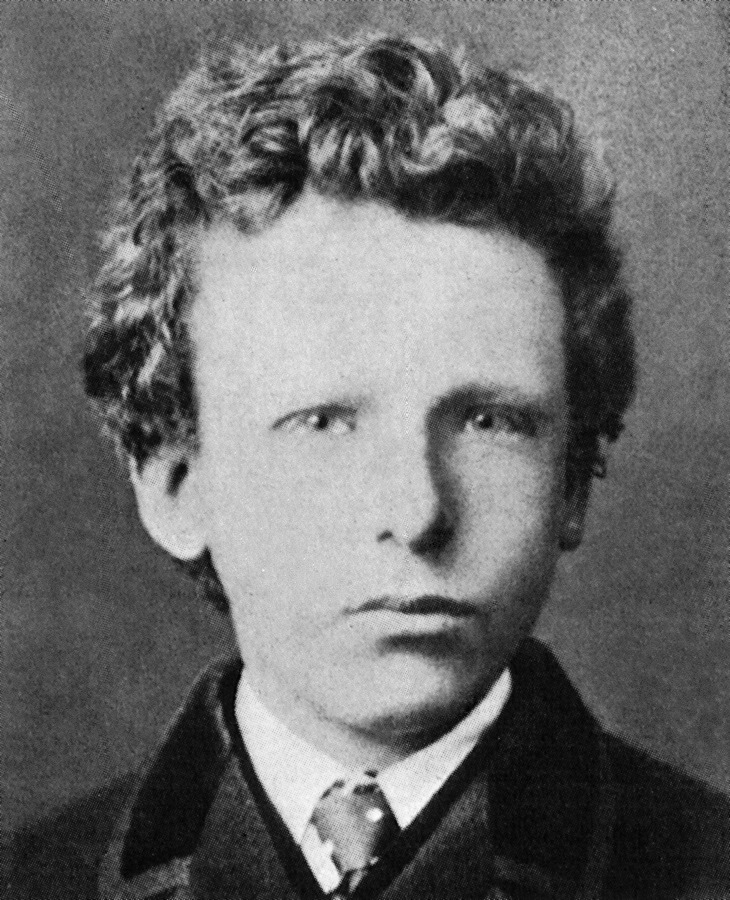
El hermano de Vincent van Gogh, Theo, hasta hace poco asociada al primero, en 1866.

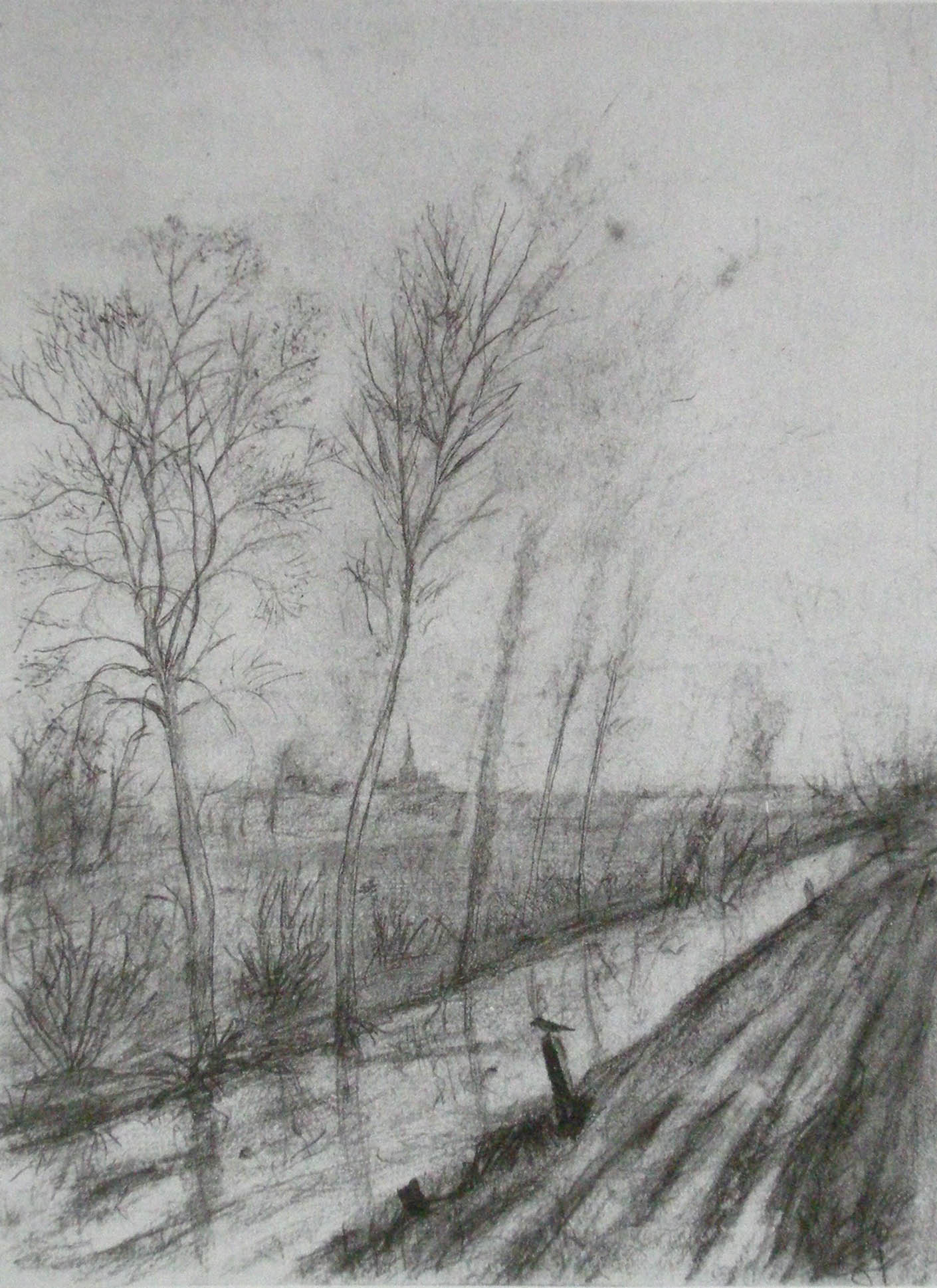
Acequia (1872-73), dibujo juvenil de Van Gogh (La Haya).

Desde muy joven mostró un carácter difícil y un temperamento fuerte. Tras abandonar los estudios y después de un año en Zundert, van Gogh empezó a trabajar en 1869, a la edad de 16 años, como aprendiz en Goupil & Co. (más tarde Boussod & Valadon), una importante compañía internacional de comercio de arte de La Haya de la que su tío Vincent fue socio. Se adaptó bastante bien a esta nueva vida, llegando a escribir: 

Es un negocio maravilloso. Cuanto más tiempo se trabaja en él más ambicioso se vuelve uno.

Cuatro años después fue trasladado a Londres para suministrar obras de arte a los comercios del lugar y fue allí donde tuvo un primer contacto con Eugenia, hija de Úrsula Loyer, patrona de la pensión donde se hospedó. Se enamoró de ella, pero la chica estaba comprometida y lo rechazó. En 1874, un año después de su estancia en Londres, pasó las vacaciones en familia en Helvoirt y confesó su malestar por Eugenia. Vivió aislado, leyendo libros religiosos y perdiendo el interés por su trabajo.
En mayo de 1875 fue destinado a París, donde creció su amor por el arte. En una exposición de dibujos de Jean-François Millet comentó: 

Cuando entré en la sala del hotel Drouot, donde estaban expuestos, sentí alguna cosa como: descálzate porque el suelo que pisas es sagrado.

El 10 de enero de 1878, en una carta dirigida a su hermano Theo, comunicó que había sido despedido de la galería de arte y que tendría que irse el 1 de abril. El despido fue debido a que interponía sus gustos personales sobre las ventas que debía hacer. Sin embargo, en Boussod & Valadon se quedó su hermano Theo, cuatro años menor que él, que trabajaría allí desde 1873 hasta su muerte y sin cuya abnegación nunca hubiera sido posible la corta e intensa carrera artística de su hermano mayor. Su familia le propuso que abriera él mismo una galería, donde podría ofrecer la clase de pintura que él escogiera. Rechazó la idea y más tarde insistió a su hermano, también marchante de arte, para que dejase su trabajo ya que «el comercio de arte era una farsa».

#### Religión
A finales de marzo de 1876 regresó a Inglaterra, donde permaneció dos años. Por aquel tiempo, Van Gogh aumentó su fanatismo religioso. Le entusiasmaba la lectura de la Biblia, y La imitación de Cristo de Tomás de Kempis. Después de estar un tiempo como maestro auxiliar en Ramsgate, empezó a trabajar en Isleworth como ayudante del predicador metodista Jones, donde llegó a subir al púlpito de la iglesia y leer un sermón que se había preparado escrupulosamente. Sobre este primer sermón existe una copia que envió a su hermano Theo con frases como:

Cuando me encontraba en el púlpito, me sentía como quien desde una oscura cueva subterránea vuelve a salir a la plena luz, y es maravilloso pensar que, desde ahora, predicaré el Evangelio por todo el mundo.

Pasó unos seis meses en Dordrecht como empleado de una librería, y en mayo de 1877 se trasladó a Ámsterdam donde quiso hacerse teólogo. Tuvo que desistir y también abandonar sus deseos de entrar en una escuela metodista. Fue rechazado por no saber ni latín, ni griego, y su dificultad para hablar en público, aunque realmente el motivo era su falta de subordinación. Cada vez le era más difícil adaptarse a un cierto orden y someterse a alguien que le dirigiese.
En 1879, quizás por su profundo fervor, fue enviado como misionero a la región de Mons, a las minas de Borinage, en Bélgica, donde en condiciones extremadamente duras realizó durante veintidós meses un trabajo evangelizador entre los mineros de la zona. Pero con su fanatismo lo que conseguía era que le llegaran a temer. Dormía en una pequeña barraca y su estado se degradaba cada día más. Además, repartía entre los pobres lo poco que tenía. Decía que estaba obligado a creer en Dios para poder soportar tantas desgracias. Sus superiores decidieron entonces enviarle a Cuesmes, permaneciendo un año completo en una absoluta pobreza y en contacto con los mineros, por los que sentía una gran simpatía:

Los carboneros y los tejedores siguen constituyendo una raza aparte de los demás trabajadores y artesanos y siento por ellos una gran simpatía y me sentiría feliz si un día pudiera dibujarlos, de modo que estos tipos todavía inéditos o casi inéditos fuesen sacados a luz.

Después se le suprimió el pequeño sueldo que recibía. Ante todo esto, siguió los consejos de su hermano Theo, del que ya estaba recibiendo ayuda económica, y decidió dar un cambio a su vida y dedicarse a la pintura.

## Pintura: aprendizaje

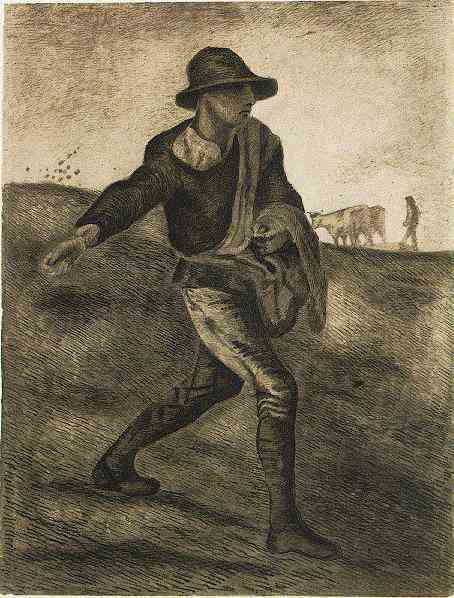
Dibujo El sembrador (1881), Museo Van Gogh.

Establecido en 1880 en Bruselas hizo amistad con el pintor neerlandés Anthon van Rappard. Se inscribió en la Academia de Bellas Artes donde estudió dibujo y perspectiva. En esta época realizó esbozos y dibujos basados en las pinturas de Jean-François Millet, representando campesinos y mineros, modelos de la vida cotidiana, y pintándolos muy realistas y con tonalidades oscuras.

### Etten
El 12 de abril de 1881 Vincent llegó a Etten a visitar a su hermano. Durante este período va a casa de su primo, el pintor Anton Mauve, y donde vuelve a enamorarse, esta vez de una de sus primas Cornelia Adriana Vos-Stricker (Kee), que acababa de enviudar, a la que propuso rápidamente matrimonio, la respuesta de Kee fue: «No, jamás, jamás». A pesar de esta negativa, insistió mediante cartas que la viuda no contestaba, además de negarse a verlo. Vincent insistió con los padres de ella, fue a su casa a intentar verla de nuevo, los familiares le llegaron a decir que su insistencia era «asquerosa». En diciembre de 1881, escribió a su hermano, le contó la historia y las disputas con su padre: 

Pero como puedes ver, estoy nuevamente en La Haya; por Navidad tuve una disputa bastante grave con nuestro padre, que llegó al extremo de decirme que sería mejor que abandonase la casa. Lo dijo tan enérgico que me fui aquel mismo día.

### La Haya
En La Haya, su primo Antón, pintor de acuarelas, le aconsejó e insistió en la importancia de que aprendiese perspectiva y dibujo. Vincent hizo entonces sus primeras acuarelas y naturalezas muertas, utilizando tonos apagados, como se ve en las acuarelas: Los pobres y el dinero (1882) y Naturaleza muerta con col y zuecos (1881).
Mientras, su vida amorosa tomó un nuevo rumbo. Desesperado tras el rechazo de su prima Kee, o quizá por compasión, Vincent recogió de la calle a Clasina María Hoornik (Sien), una prostituta alcohólica, embarazada y con una hija, con la que vivió durante un año; tanto la madre como la hija le sirvieron de modelo. En el dibujo Dolor, en el margen inferior, citó las palabras de Jules Michelet del tratado La Femme (1860): «¿Cómo es que hay en la tierra una sola mujer?» Sien, por la falta de recursos económicos, había vuelto a ejercer la prostitución y esto, unido a la gran presión que padecía Van Gogh por parte de su padre, de su hermano Theo y su primo Mauve (con quien llegaría a discutir y romper su amistad), hizo que este intento de vida familiar también fracasara.
Concluida esta relación con Sien, se trasladó a Drente, al norte de los Países Bajos, donde permaneció durante tres meses y pintó temas paisajistas en pintura al óleo, en los que se puede apreciar la diferencia con los dibujos realizados anteriormente. Como quería plasmar todos los detalles, realizó los óleos con trazos gruesos y pinceladas espesas. Esta temporada sintió más que nunca la soledad; en las cartas dirigidas a su hermano, le insistía en que abandonara su trabajo de marchante y siguiese el camino de la pintura. En diciembre de 1883 regresó nuevamente a la casa paterna, esta vez en Nuenen, donde el padre había sido trasladado.

### Nuenen

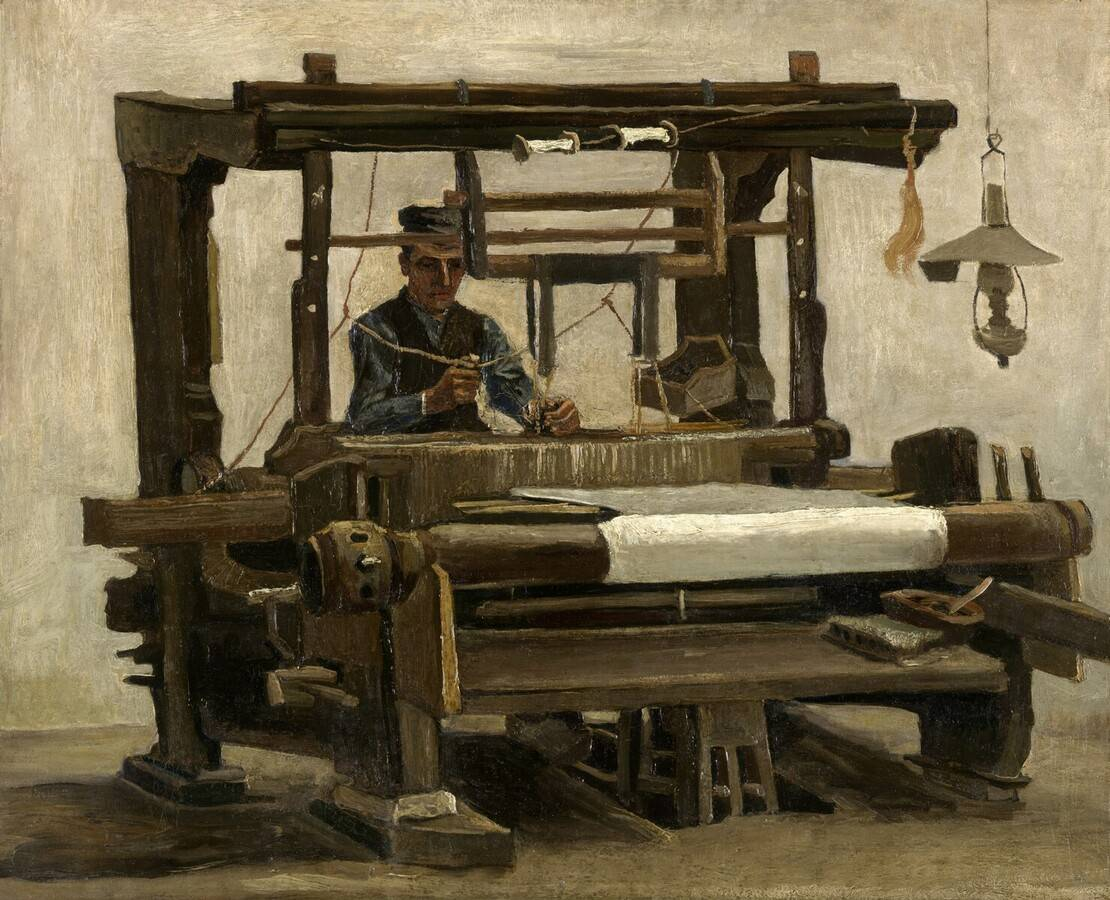
El tejedor en el telar (1884), 70 × 85 cm.

En Nuenen fue bien recibido por su familia, que le acondicionó una habitación como taller, donde realizó obras como Jardín rectoral en Nuenen en primavera. En este periodo se dedicó a dibujar y pintar el trabajo en los telares. Coincidió con un amigo suyo, Anthon van Rappard, al que había conocido en Bruselas y que había venido a pasar unos días en Nuenen. Los dos juntos estudiaron y pintaron a los tejedores rurales. En estas obras, Van Gogh no consiguió la misma técnica que su amigo, pero este le sirvió de ejemplo.
La pintura El tejedor en el telar, de mayo de 1884, expresa la dureza y el esfuerzo de este oficio, pero también la dignidad del personaje. Aquí Van Gogh demuestra la solidaridad y su identificación con el protagonista, intentando representar el ideal de una sociedad libre de la industrialización y hace una alabanza al trabajo artesanal. La composición de esta pintura consigue el efecto de enmarcar al tejedor en el mecanismo del telar, dentro de un enrejado horizontal y vertical que parece integrar al personaje hasta conseguir que llegue a formar parte de la máquina. La claridad del fondo de la pintura hace resaltar todo el dibujo.
En el otoño de 1884, se enamoró de nuevo, ahora de la hija de un vecino, Margot Begemann, diez años mayor que Vincent, que le acompañaba en sus salidas pictóricas por el campo. Pensaron en contraer matrimonio, pero se encontraron con la firme oposición de la familia de Margot, quien llegó a intentar suicidarse. Poco después, el 26 de marzo de 1885, muere repentinamente el padre de Vincent. Las disputas por la herencia entre su madre y sus hermanas hicieron que se marchase de su casa para irse a vivir a un lugar más amplio que le ofreció un sacristán de la Iglesia católica; en su familia, que eran protestantes, este hecho fue considerado como una ofensa.

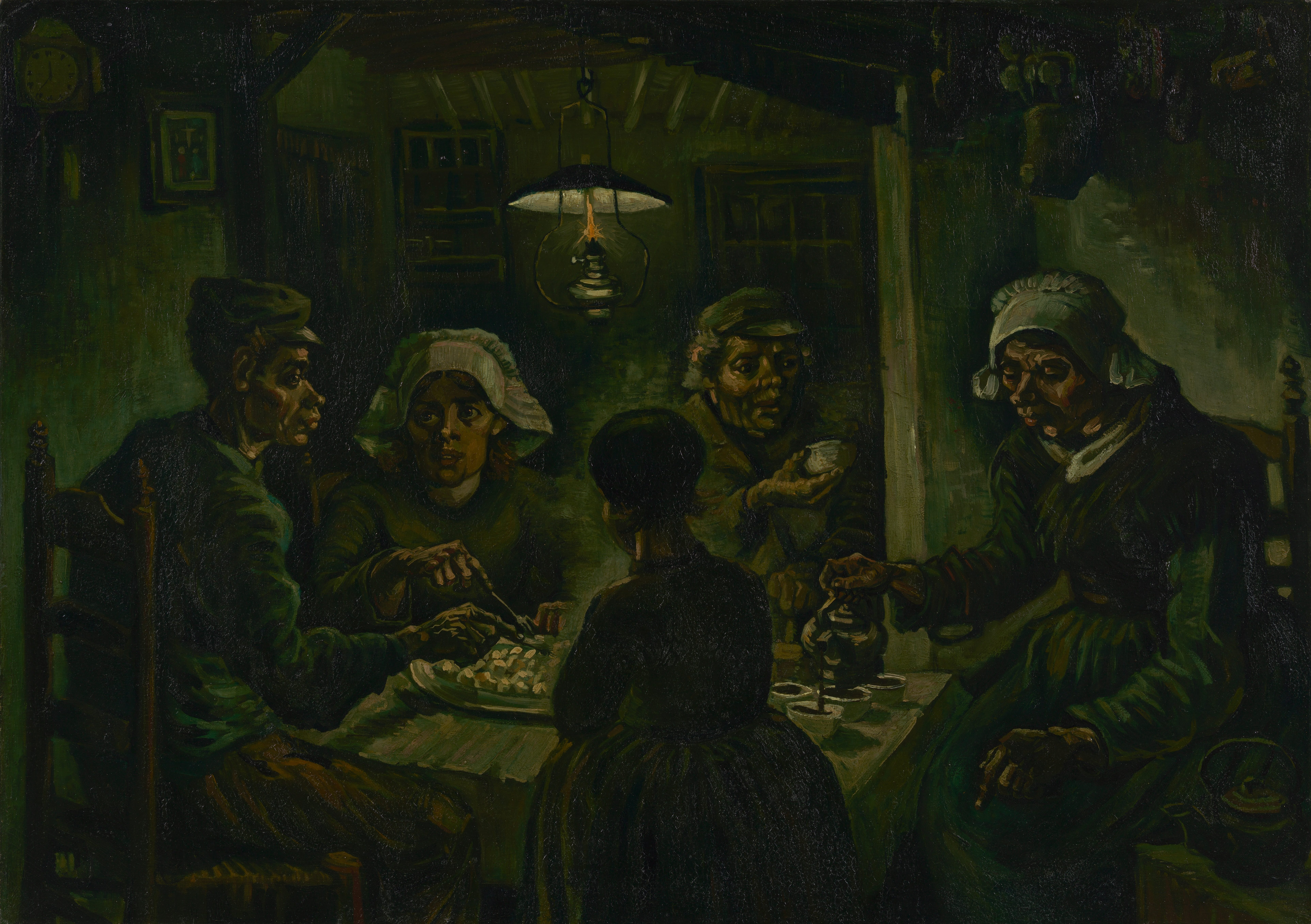
Los comedores de patatas (1885), pintura al óleo, 82 × 114 cm. Museo van Gogh, Ámsterdam.

Durante la primavera de 1885 pintó la que se considera una de sus grandes obras tempranas: Los comedores de patatas. Hasta entonces sus esfuerzos se habían centrado siempre en la representación de una figura, pero en esta obra se encontró con la dificultad de tener que coordinar cinco personajes y conseguir relacionarlos. Para realizar esta pintura contrató modelos, y realizó diversos esbozos de dibujos de las figuras y estudios sobre detalles, con las manos sujetando el tenedor, la taza o la tetera. Los colores empleados de tonos terrosos no contribuyeron a una fusión armoniosa con el fondo.
En una de sus cartas expresó:

(...) He querido dedicarme conscientemente a expresar la idea de que esa gente que, bajo la lámpara, come sus patatas con las manos que meten en el plato, ha trabajado también la tierra, y que mi cuadro exalta, pues, el trabajo manual y el alimento que ellos mismos se han ganado tan honestamente (...).

Con ayuda de Theo se imprimieron veinte litografías de Los comedores de patatas, que la gente de los alrededores pudo comprar a precios asequibles.
En un solo día trasladó directamente en la piedra, de memoria y sin dibujos previos, la imagen de Los campesinos comiendo patatas (obviamente, en la impresión en papel las figuras están invertidas). De las veinte litografías, Juliana Montford ha logrado localizar ocho, entre las que se encuentra la del Museo Thyssen-Bornemisza.

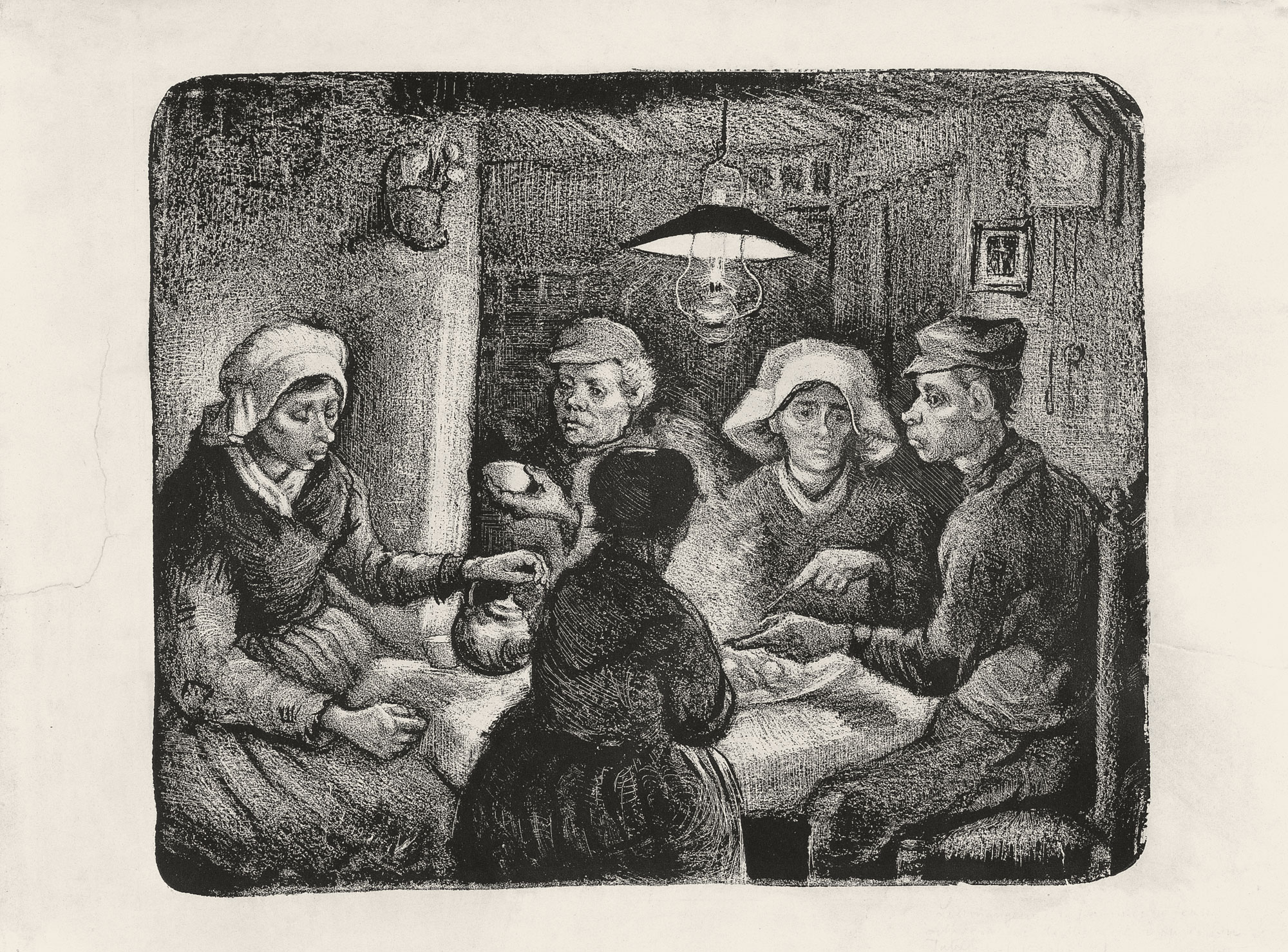
Campesinos comiendo patatas (1885). Litografía sobre papel Japón; museo Thyssen-Bornemisza.

Esta pintura provocó la ruptura con su amigo Rappard, ya que el hipersensible y vulnerable Van Gogh no aceptó sus comentarios. Rappard le hizo esta crítica basada en una de las 20 litografías:

Estarás de acuerdo conmigo en que este trabajo no se puede tomar seriamente. Por fortuna eres capaz de mucho más. Pero, ¿por qué todo lo observas y lo tratas superficialmente, de la misma manera? ¿por qué no estudias minuciosamente los movimientos? En este cuadro los personajes posan. La mano de la mujer del fondo...¡qué poco real! ¿Y qué relación hay entre la cafetera, la mesa y la mano que toca el asa? ¿Qué función hace esta cafetera? No se mantiene, tampoco la sujetan, entonces, ¿qué? ¿Y por qué el hombre de la derecha no tiene rodillas, ni vientre, ni pulmones? ¿O quizá los tiene en la espalda? ¿Por qué a su brazo le falta un metro de largo, por qué le falta la mitad de la nariz? ¿Por qué la mujer de la izquierda tiene por nariz un mango de pipa acabada en un dado? ¿Y aún te atreves, con esta forma de trabajar, citar a Millet y a Breton? El arte es demasiado elevado para poderlo tratar con tanta negligencia.

Hay que aclarar que la dureza de la crítica por parte de van Rappard se debía también al propio enfado que este tenía con Van Gogh, por el hecho de no haber tenido noticia directa de la muerte repentina del padre de Vincent. Al principio de esta misma carta se quejaba Rappard, ofendido de haber recibido una simple nota a pesar de su amistad: «¿Pensaste que tenía tan poco interés en tu padre y tu familia?»
A la vista de esta pintura en París, Camille Pissarro quedó profundamente impresionado por la fuerza expresiva del cuadro. También Émile Bernard escribió en un artículo:

Me quedé desconcertado, en esta confusión, por la comida de los pobres en una barraca inquietante bajo una mísera luz. Era grandioso en su fealdad y estaba lleno de una vida inquietante.

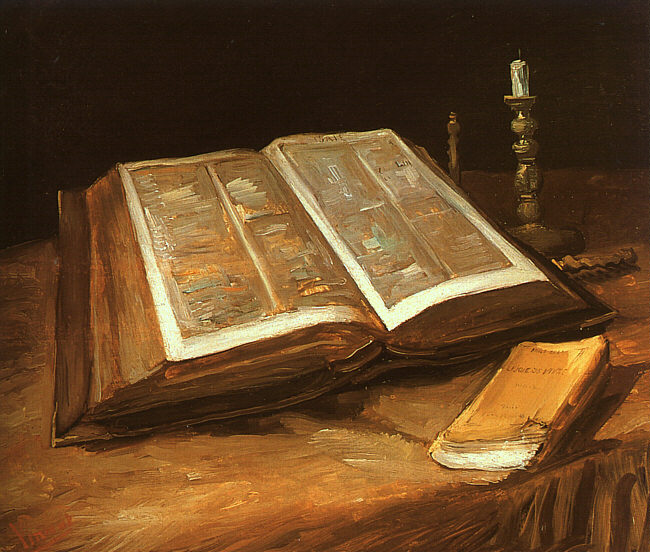
Naturaleza muerta con Biblia (1885), 65 × 78 cm.

Seguramente cuando Bernard hablaba de la grandiosa fealdad, se refería a los colores, puesto que él tenía un sentido del color mucho más luminoso.
Durante estos dos años en Nuenen completó numerosos dibujos y acuarelas, y cerca de doscientas pinturas al óleo. Los colores usados continuaban siendo oscuros. Su hermano Theo se quejaba, en una de sus cartas, de que eran demasiado apagados y no estaban en la línea del estilo del momento, donde destacaban las pinturas brillantes de los impresionistas. Vincent escribió al respecto:

He leído con mucho placer Los maestros de antaño, de Fomentin. He encontrado «tratadas» en este libro, en diversos sitios, las mismas cuestiones que me preocupaban mucho estos últimos tiempos (...) tratar de dar un valor claro por medio de tonos relativamente oscuros. En una palabra, expresar la luz por oposición a la oscuridad. Ya sé todo lo que piensas del "demasiado negro", pero, sin embargo, no estoy aún absolutamente convencido (...).

El cuadro Naturaleza muerta con Biblia fue pintado en octubre de 1885, antes de su partida hacia Amberes, en memoria de su padre fallecido el 26 de marzo de ese año. Se aprecia la biblia como símbolo de la casa paterna y de toda una educación religiosa. Como contraste aparece La joie de vivre de Zola, el libro del naturalismo y, en opinión de su padre, una de las obras más nefastas. En la composición, Van Gogh coloca la vela, un símbolo religioso, con la idea de situar ambos símbolos al mismo nivel.

### Amberes y París

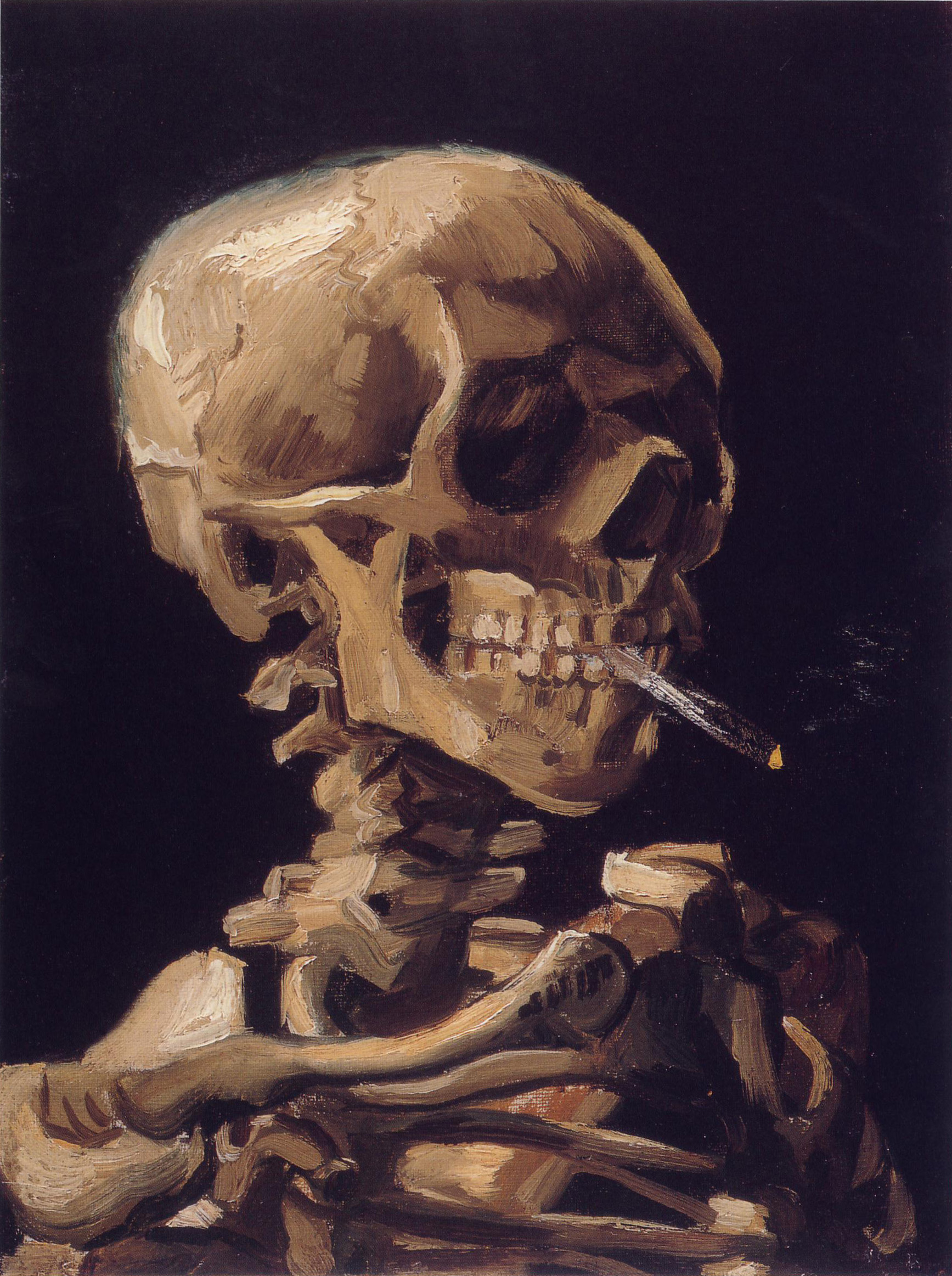
Cráneo fumando un cigarrillo (1885).

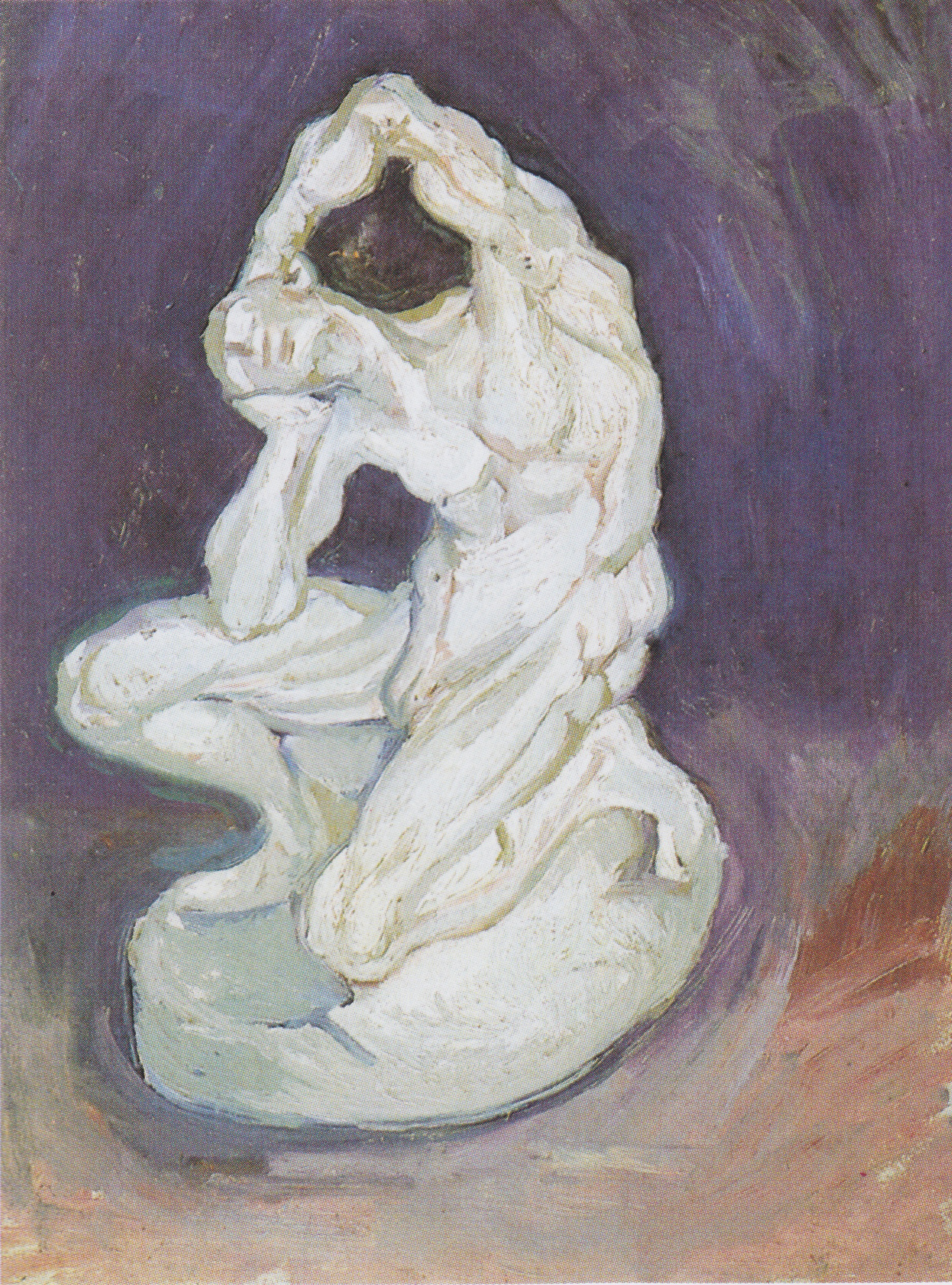
Modelo de yeso de un hombre arrodillado (1886).

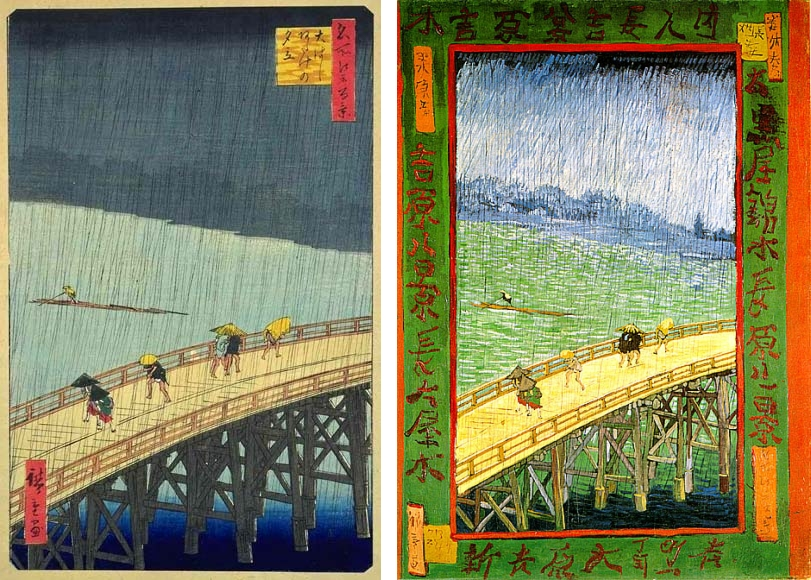
A la izquierda, grabado de Hiroshige representando El puente Ohashi y Atake bajo una lluvia repentina; a la derecha, copia de Van Gogh de este grabado japonés: Japonaiserie: Puente bajo la lluvia, 1887, óleo sobre lienzo, 73 × 54 cm, Rijksmuseum, Fundación Van Gogh, Ámsterdam.

En noviembre de 1885 Van Gogh llegó a Amberes, donde ocupó un pequeño taller encima de una tienda de pinturas; el alquiler lo pagaba su hermano. Compró en unos anticuarios algunas xilografías japonesas, y se dedicó a copiar modelos de yeso de esculturas antiguas, expuestas en la entonces Real Academia de Amberes, a pesar de su desacuerdo con la enseñanza académica. Descubrió las pinturas de Rubens, que con su colorido y sus formas femeninas le abrieron la alternativa del uso de colores como el carmín y el verde esmeralda. En esta época contrajo sífilis, que aunque fue tratada médicamente, le hizo perder casi todos los dientes. En febrero de 1886, comentó en cartas dirigidas a Theo que solo se había podido permitir seis o siete comidas calientes desde el mes de mayo anterior.
El año 1886 se mudó a París, a vivir junto a su hermano menor Theo, a quien avisó con esta simple nota: «Estaré en el Louvre desde el mediodía, o antes, si lo deseas». Theo, que trabaja en Boussod & Valadon, le descubrió a Vincent los trabajos del impresionismo; lo que produjo una paleta mucho más luminosa, donde el color jugaría un rol fundamental en el resto de su obra. Durante los dos años siguientes, los dos hermanos tuvieron múltiples fricciones y siempre tuvo que ser Theo el que cediese y perdonase.
Se instalaron en Montmartre y empezó a codearse con los artistas de la época que allí se reunían. Conoció a Émile Bernard y a Henri de Toulouse-Lautrec, haciéndose gran amigo de ellos, así como a Paul Gauguin, Georges Pierre Seurat, Paul Signac, Armand Guillaumin, Camille Pissarro y Paul Cézanne. Van Gogh, como muchos pintores de la época, admiraba el arte japonés de Hokusai, Hiroshige y Utamaro. Prueba de ello son las réplicas que realizó de grabados japoneses y algunas pinturas suyas que reproducen ese país de modo escenográfico. A las reproducciones procedentes del Japón se las llamaba japonaiserie. Dos de estas obras realizadas por Van Gogh fueron Ciruelo en flor y Puente bajo la lluvia, copias de obras de Hiroshige. De ellas, Van Gogh dejó escrito el siguiente comentario:

Envidio a los japoneses por la increíble claridad de la que están impregnados todos sus trabajos. Nunca resultan aburridos ni hacen el efecto de haberlos realizado deprisa... Su estilo es tan sencillo como respirar. Son capaces de hacer una figura con solo unos pocos trazos seguros, que hace que parezca tan fácil como abrocharse el chaleco.

Van Gogh era particularmente aficionado a los Ukiyo-e, que son grabados japoneses que representan escenas de la vida cotidiana, paisajes y retratos de actores y cortesanas. Admiraba la maestría técnica y la narrativa visual de estos grabados. La forma en que los artistas japoneses representaban la naturaleza, los patrones y las líneas en sus grabados influyó en la forma en que Van Gogh abordó estos elementos en sus propias pinturas.

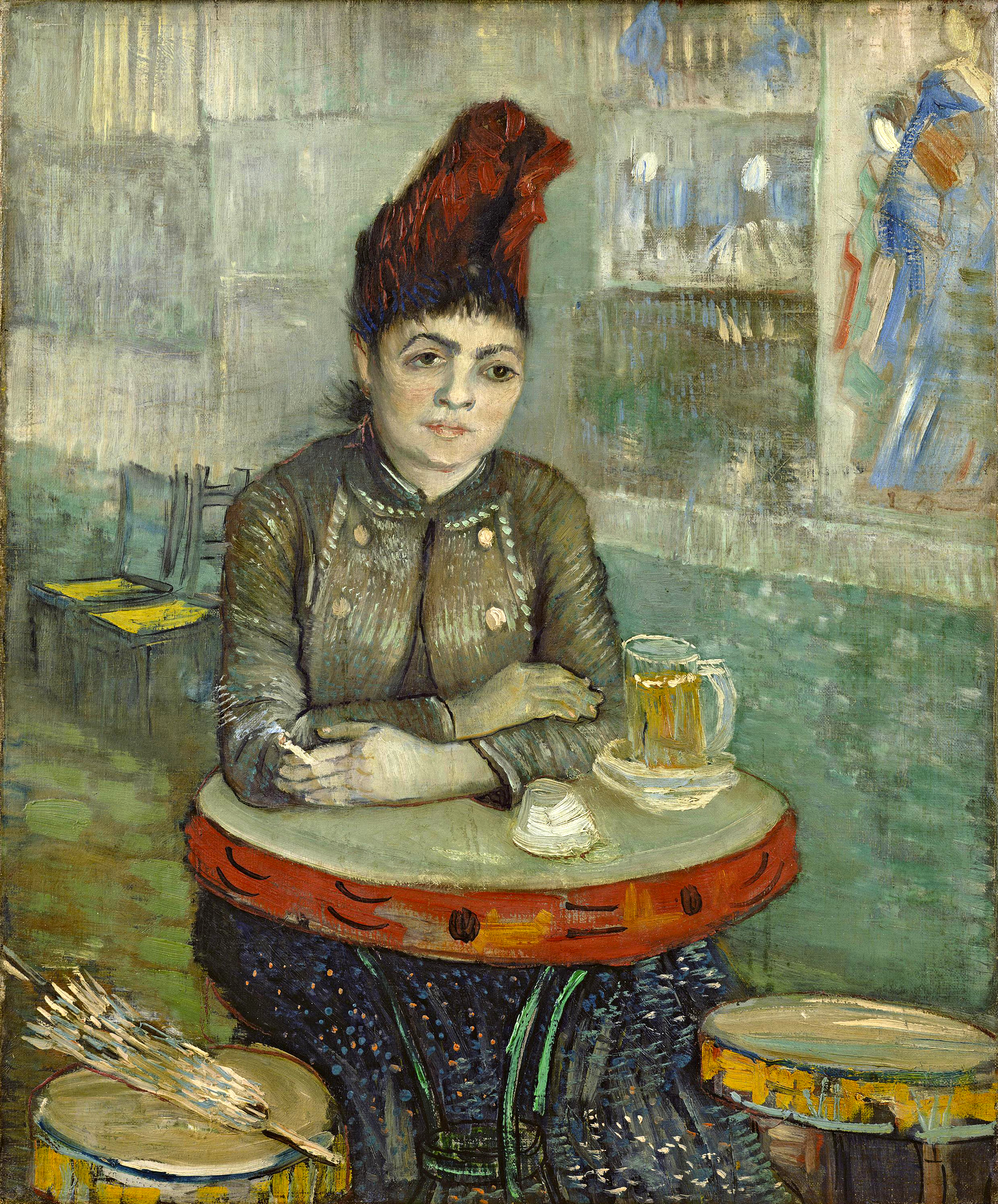
Agostina Segatori sentada en el Café du Tambourin (1887).

Comenzó a utilizar los colores complementarios y todo esto le hizo abrirse a una expresión en su arte que no había sospechado en los Países Bajos. Pissarro también le explicó las nuevas teorías sobre la luz y el tratamiento divisionista de los tonos. El artista consiguió ir añadiendo colores más ricos y luminosos a su paleta, gracias a Signac, con quien trabajó en 1887. Practicó pintando paisajes urbanos del barrio de Montmartre y naturalezas muertas ya con colores más vivos; los rojos, amarillos y azules con sus complementarios ya se pueden apreciar casi en todas sus pinturas de este periodo.
Exaltado por la intensidad del clima artístico de París, Van Gogh consiguió, con la ayuda de Toulouse-Lautrec, la renovación de su pintura en lo que atañe a la investigación psicológica en los retratos. Pudo apreciar las pinturas exóticas realizadas por Gauguin en la Martinica. El retrato de Mujer en el Café de Tambourin es del mes de febrero de 1887. No representa una bebedora en una taberna cualquiera sino que es la imagen concreta de Agostina Segatori, una antigua modelo de los pintores Degas y Corot, y que en ese momento era la propietaria del café. El cuadro respira un cierto atractivo exótico, desde el peinado de la mujer pasando por su vestido hasta el fondo de la pintura, donde en su decoración se observan láminas japonesas. Una de las cosas más importantes que aprendió en esta época fue la aplicación del contraste complementario, el contraponer los tres colores básicos (amarillo, rojo y azul) a la mezcla formada por los otros dos, como combinación rojo-verde, amarillo-violeta y azul-naranja, que refuerzan su tono o se neutralizan al mezclarse en un gris deslucido. Se observa la aplicación de esta técnica en los Cuatro girasoles, donde claramente existe el contraste complementario entre el amarillo y el azul vivo del fondo.
Poco antes de acabar su etapa parisina, Van Gogh realizó tres retratos de Julien Tanguy, llamado por todos los artistas «Père Tanguy», en cuya trastienda de su establecimiento habían expuesto sus obras Van Gogh, Gauguin, Cézanne y Seurat. Este retrato se considera la obra representativa de su etapa parisina. Con una presentación frontal, es una imagen de una estructura simple, que contrasta con el fondo decorado con estampas japonesas. El artista neerlandés estaba dispuesto a realizar su sueño mediterráneo en busca de la luz cegadora de la Provenza, con la explosión de la naturaleza y los colores puros, colores que había estudiado en su colección de estampas japonesas. Fue un periodo muy fértil en el que su arte se inclinó hacia el impresionismo, pero por otro lado, la absenta y la fatiga mental agravaron su condición física.

## Últimos tiempos: Arlés

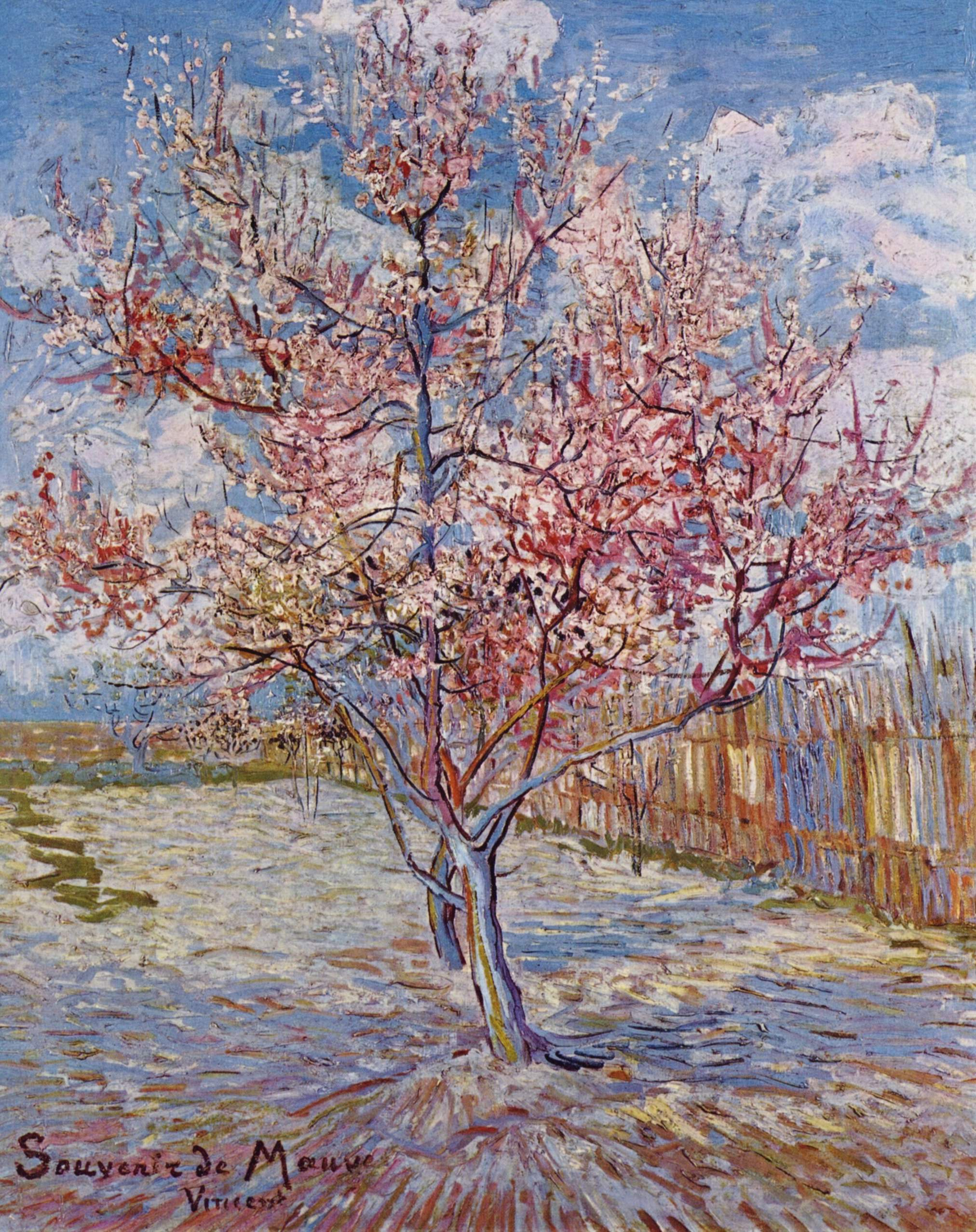
Melocotonero en flor (1888).

El 21 de febrero de 1888 Van Gogh llega a Arlés, en el sur de Francia. Primero se instaló en una habitación situada en el Hotel-Restaurante Carrel, por la que pagaba cinco francos diarios; esto sobrepasaba sus posibilidades económicas y además el espacio era muy reducido para tener su taller. Pintaba todo lo que veía (como Huerto en flor con vistas de Arlés) y ya no necesitaba estampas japonesas, como él mismo reconoció en una carta dirigida a su hermano: «Aquí no me hace falta para nada el arte japonés, porque me imagino estar en el Japón y nada más necesito abrir los ojos y ver lo que tengo delante». Sus primeros cuadros en Arlés fueron típicamente japoneses; la pintura Melocotonero en flor fue realizada en marzo de 1888.

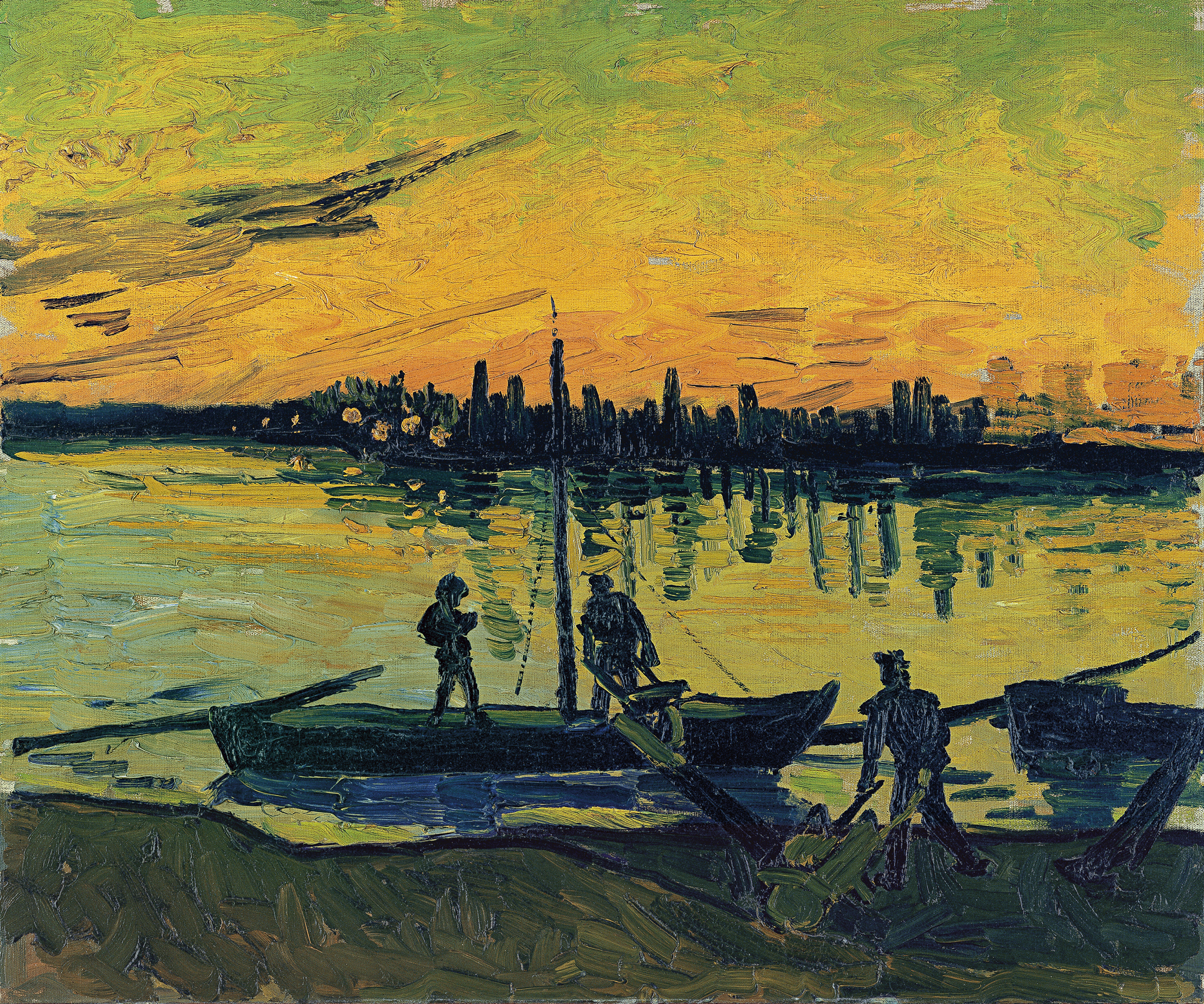
Los descargadores en Arlés (1888), Museo Thyssen-Bornemisza.

 Pintó la naturaleza de los alrededores, los campos de trigo, los pantanos del delta del Ródano y el canal del sur de Arlés, el cual reflejó en diversas obras, como El puente de Langlois. Durante este periodo empezó a utilizar las pinceladas ondulantes y los amarillos, verdes y azules intensos que caracterizan su obra pictórica de los últimos tiempos.
El 24 de mayo de cada año gitanos de toda Europa acuden en peregrinaje a Saintes-Maries-de-la-Mer para venerar a su patrona Sara la Negra. Van Gogh acudió a observarlo y aprovechó para realizar pinturas durante ese tiempo. Entre estos cuadros está la obra Barcas (barcos de pesca) en Saintes-Maries:

He pasado una semana en Saintes-Maries. En la playa de arena había pequeñas barcas verdes, rojas y azules, de formas y colores tan bellos que hacían pensar en flores. Son tan pequeñas que casi nunca van a alta mar. Salen cuando no hace viento y vuelven a tierra cuando sopla con demasiada fuerza.
Vincent van Gogh, junio 1888.

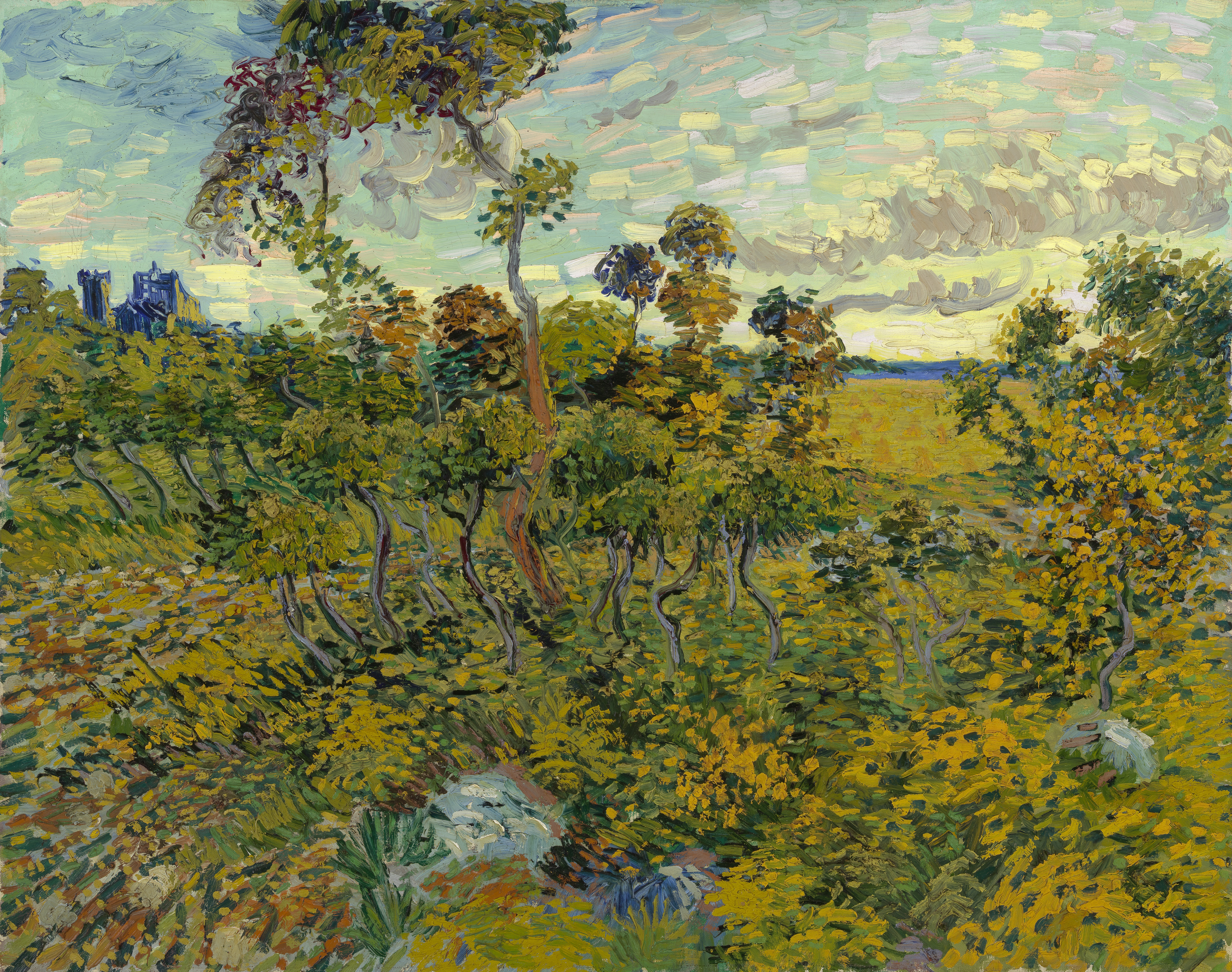
Puesta del sol en Montmajour (1888), Museo Van Gogh.

El Museo Van Gogh anunció el 9 de septiembre de 2013 el hallazgo de una nueva obra confirmada como pintura de Van Gogh: Puesta del sol en Montmajour, realizada en Arlés. Entre las evidencias que han hecho detectar su autenticidad se encuentran dos cartas de Van Gogh dirigidas a su hermano Theo fechadas en julio de 1888 en las que describe el cuadro realizado:

Ayer, al atardecer, yo estaba en un brezal pedregoso donde crecen muy pequeños y retorcidos robles, en el fondo de una ruina en la colina, y campos de trigo en el valle. Era romántico, no podía ser más a la Monticelli, el sol se derramaba, sus rayos amarillos muy por encima de los arbustos y el suelo, absolutamente una lluvia de oro.
Vincent van Gogh, Arlés 5 de julio de 1888 (Carta 636).

### Retratos
Al principio de su estancia en Arlés se dedicó a la realización de retratos. Sin embargo, tenía dificultades para conseguir que alguien posase para él, sobre todo si eran mujeres; la primera que pudo retratar fue una mujer joven a finales del mes de julio, y le puso el nombre de La Mousmé, nombre japonés que le inspiró la lectura del libro Madame Chisanthème, de Pierre Loti. Con los hombres le fue más fácil convencerlos, ya que a cambio les invitaba a una copa en la taberna. Podía retratarlos sin ningún problema, y así realizó las obras de El campesino, retrato de Patience Escalier, El zuavo, El lugarteniente Millet y El cartero Roulin.
Tuvo una buena amistad con Joseph Roulin, un cartero casado con la señora Augustine Roulin y con la cual tenía tres hijos: Marcelle, Armand y Camille Roulin. Vincent hizo un gran número de pinturas de esta familia; el retrato conocido como "La Berceuse" muestra a la señora de Joseph Roulin; también están el Retrato de Armand Roulin y el Retrato de Camille Roulin. Al cartero le pintó hasta en seis retratos.
El Retrato de Eugène Boch fue realizado en ocasión de una visita que le hizo este poeta belga en el mes de julio, según explicó a su hermano. En este retrato quería captar las ideas románticas del personaje:

He exagerado el rubio del cabello, he utilizado también tonos naranjas y amarillo pálido. Detrás de la cabeza, en lugar de pintar la pared ordinaria de la habitación, he pintado el infinito, un fondo plano del azul más rico e intenso que he podido conseguir y con esta sencilla combinación de la cabeza brillante sobre el fondo intensamente azul he conseguido un efecto misterioso, como si fuera una estrella en la profundidad de un cielo azul.
Vincent van Gogh, julio de 1888

La Mousmé, National Gallery de Washington.
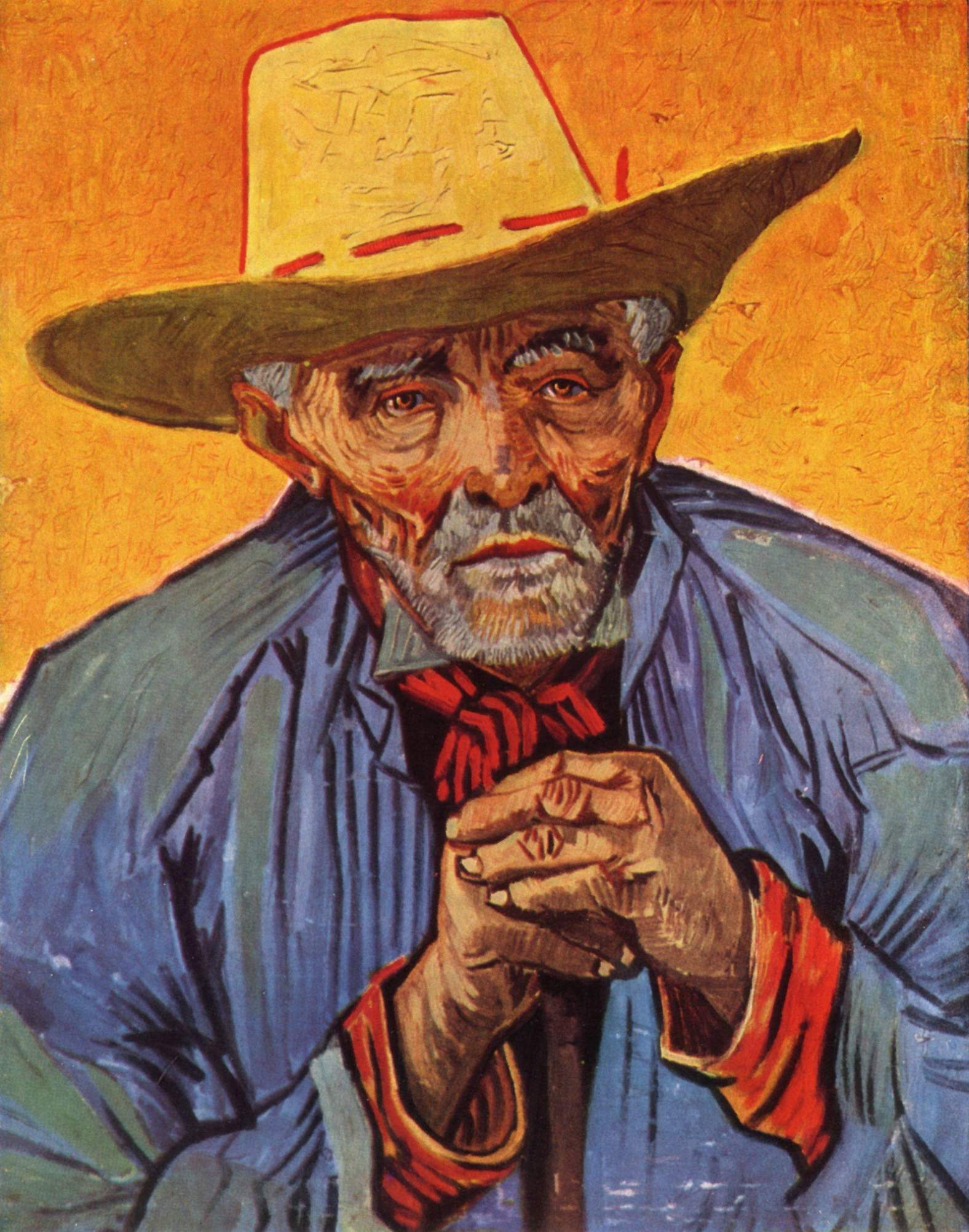
El Campesino, retrato de Patience Escalier, Colección de Stavros Niarchos (Atenas).
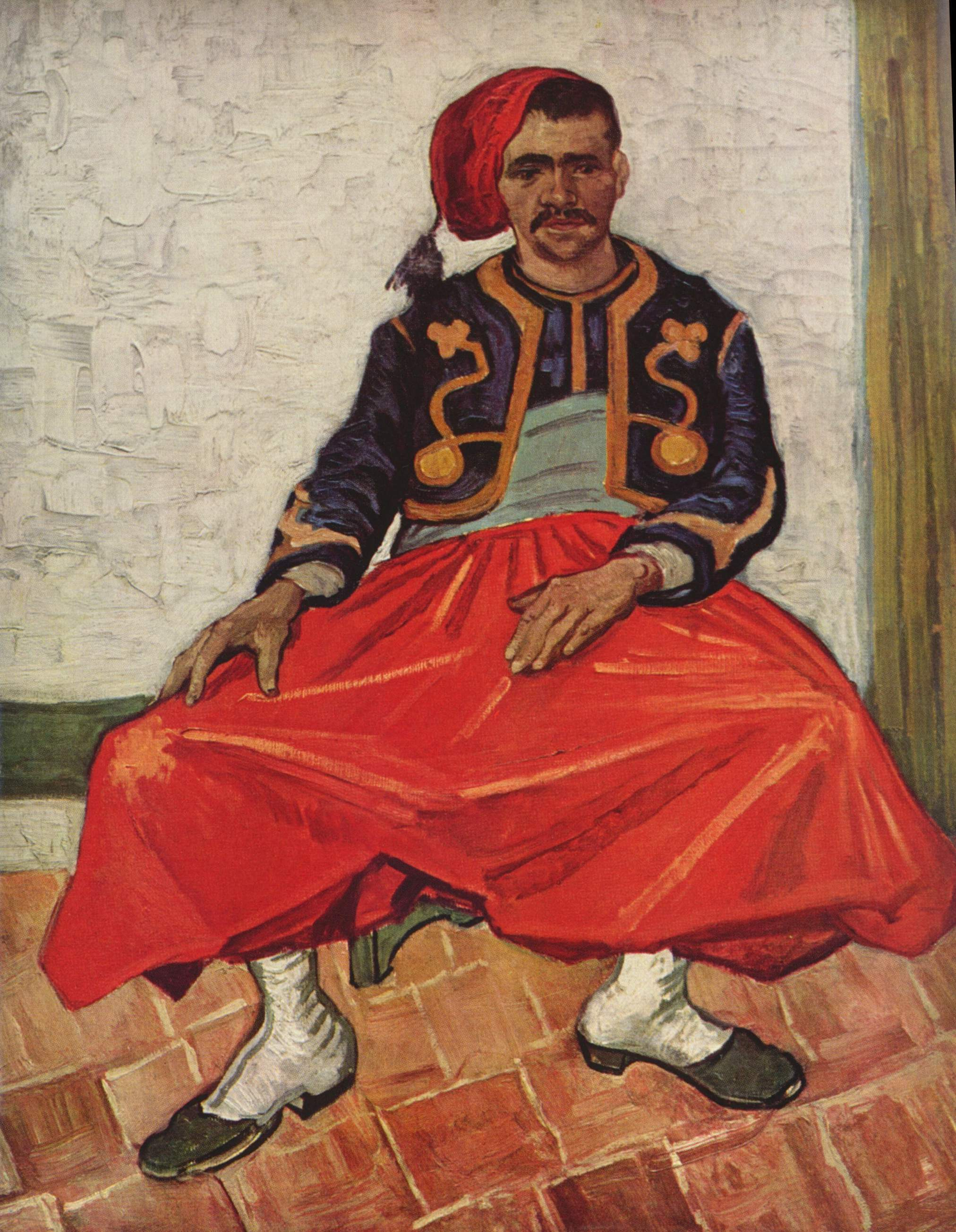
El zuavo, Colección Lasker (Nueva York).
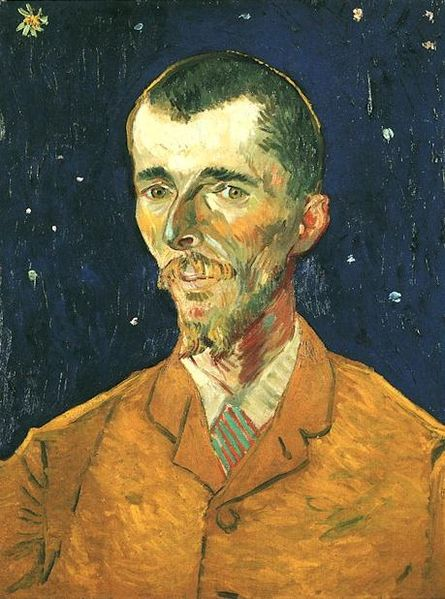
Retrato de Eugène Boch, Museo de Orsay (París).

### Estancia de Gauguin en Arlés

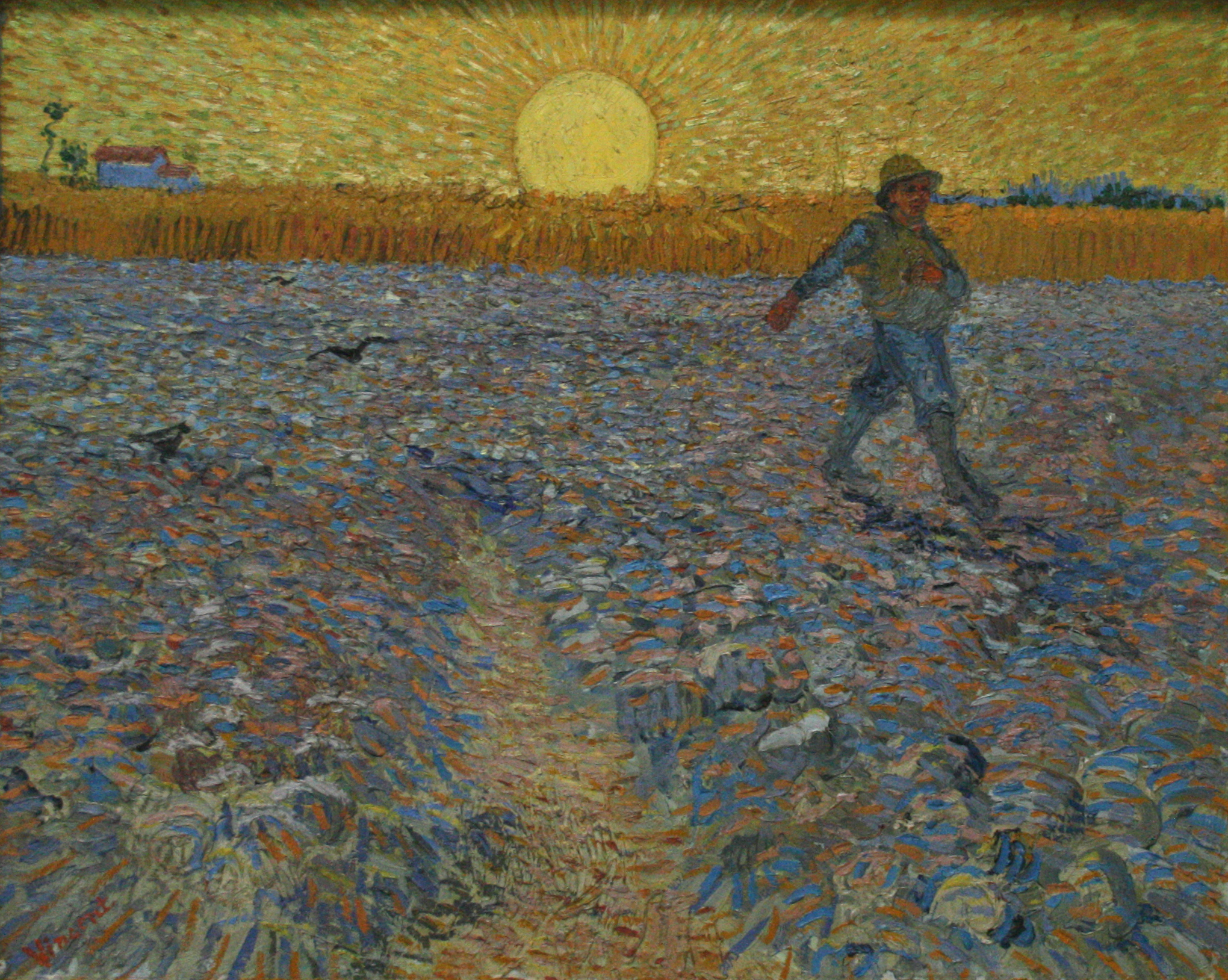
Sembrador a la puesta de sol (1888).

Van Gogh pasó todo el verano pintando paisajes al aire libre. Para realizar la composición colocaba en el fondo del cuadro toda la parte arquitectónica, con torres de iglesia, chimeneas, casas, pueblos, en una fina franja a la altura del horizonte, mientras que el primer plano lo reservaba para los campos y la vegetación. Esto lo hizo con el cuadro Vista de Arlés con lirios en primer plano, Los segadores con Arlés al fondo, La cosecha, Campos labrados, La viña verde y una de sus obras paisajistas más conocidas, El sembrador, realizada en el mes de junio, cuando la cosecha estaba casi a punto, como se puede apreciar en el campo de trigo maduro que hay detrás del sembrador. Con los colores azul y púrpura y los amarillos relucientes del sol y el cielo consiguió un contraste cromático.

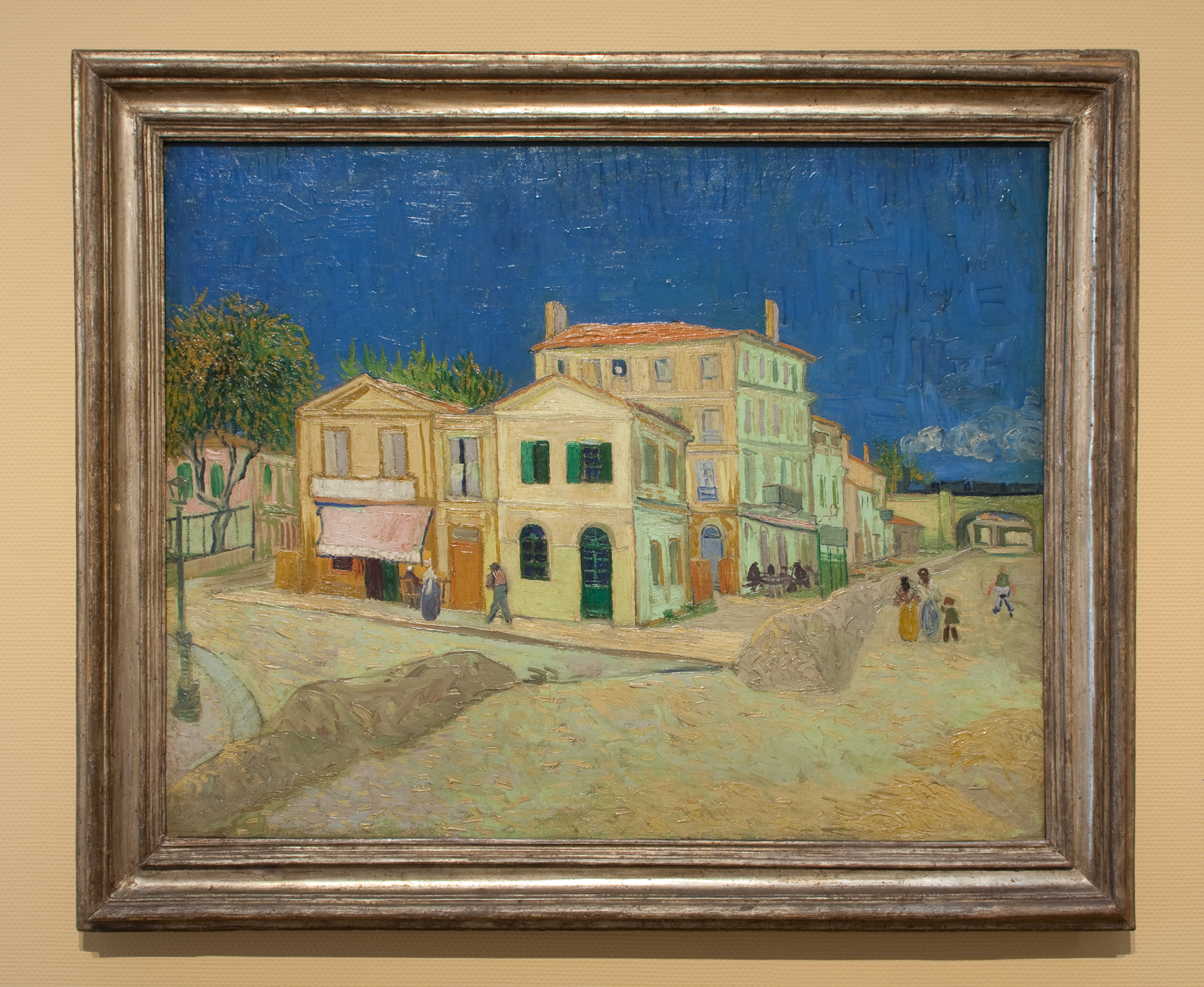
La Casa Amarilla (1888).

Van Gogh tenía la intención de crear un taller de artistas, y para esto alquiló en mayo la «casa amarilla» (llamada así por tener las paredes exteriores pintadas de ese color) en la Place Lamartine, situada al norte de la ciudad de Arlés. Theo le envió trescientos francos para poder acondicionar y amueblar modestamente la casa. El único que atendió a su petición del taller fue Paul Gauguin, con el que mantuvo diversas cartas sobre el tema del Atelier du Midi que juntos habrían de fundar y que pedirían la participación de Seurat, Signac y Bernard.
También Theo insistió a Gauguin para que hiciera el viaje a Arlés. Gauguin vivía en aquel tiempo en Pont-Aven, en Bretaña. Estaba lleno de deudas, se sentía incomprendido y soñaba con la fundación de un círculo de pintores, pero seguramente no había pensado en Van Gogh como componente del mismo. Su meta era viajar a Martinica, pero la cuestión económica era un impedimento. Theo van Gogh era el galerista y el marchante de Gauguin y este pensaba que detrás del carácter extraño de Vincent y las intenciones de Theo se ocultaba alguna estratagema comercial, por lo que no se decidía a viajar hacia Arlés. Así se lo hizo saber en una carta dirigida a Émile Bernard, en octubre de 1888:

Por más que me aprecie, no creo que Theo se preste a mantenerme en el Midi solamente por mi cara bonita. Con su carácter frío holandés ha estudiado el terreno y proyecta alguna cosa...

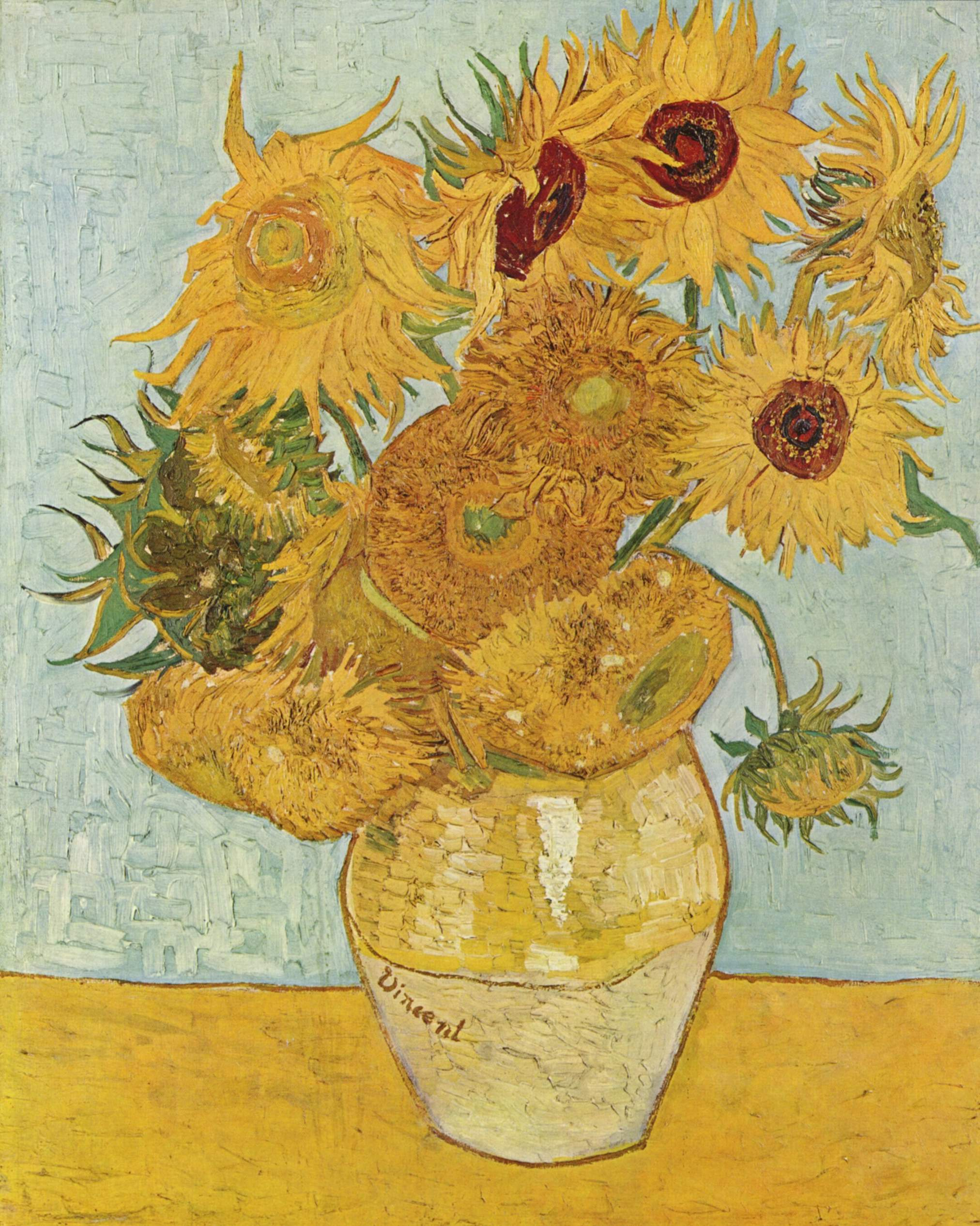
Jarrón con doce girasoles (1888).

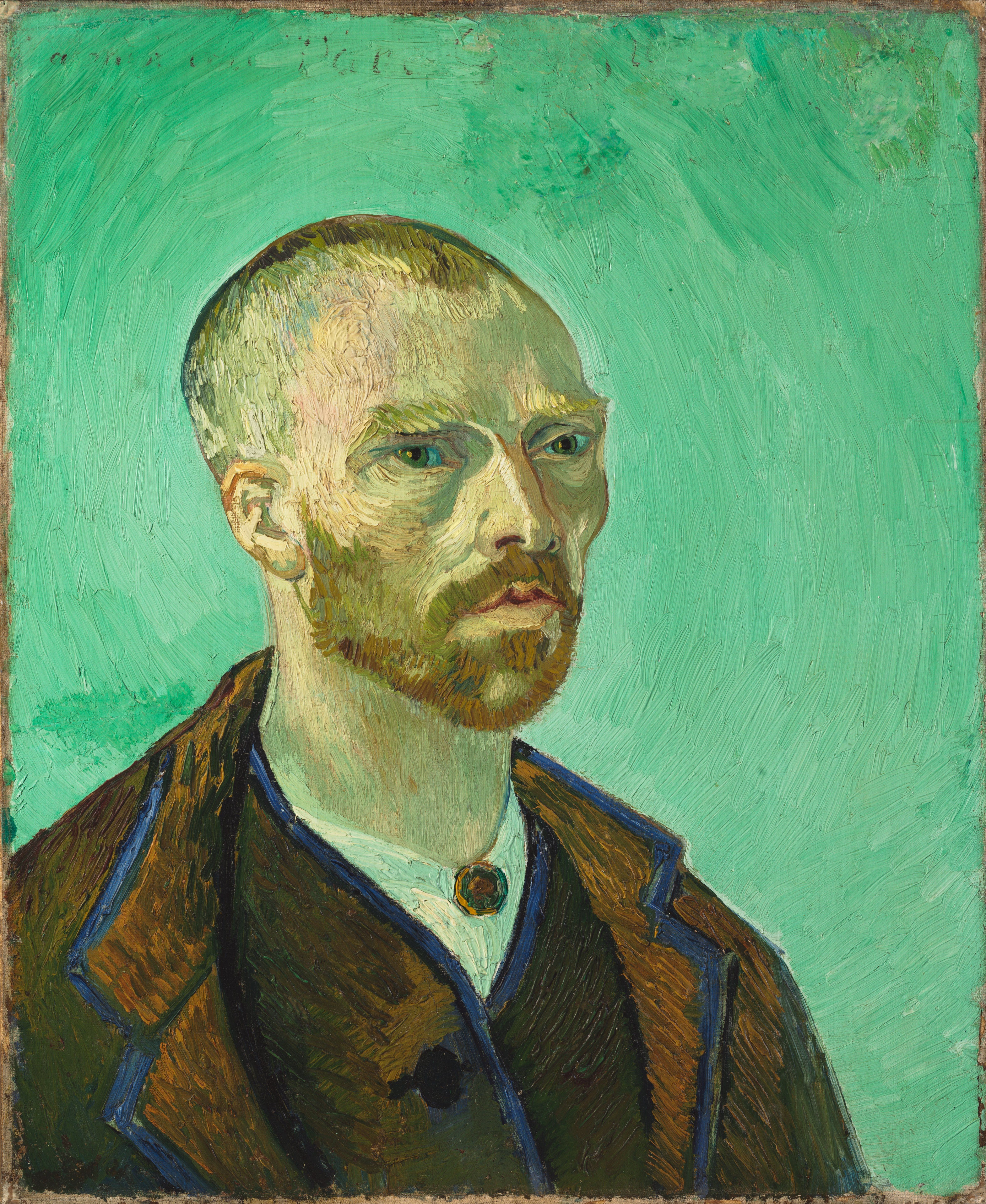
Autorretrato como un bonzo, dedicado a Gauguin.

Retrasó el viaje, disculpándose por carta, hasta que Theo acabó pagando todas las deudas que tenía Gauguin. Entonces, este viajó a Arlés el 23 de octubre. Mientras, Vincent había realizado diversas series de pinturas para decorar la casa, especialmente la habitación destinada a Gauguin.
La ideología del simbolismo surgió a finales del siglo XIX. Según escribió en el año 1886 Edouard Dujardin, uno de los grandes teóricos de esta técnica: 

El objetivo de la pintura y la literatura es reproducir el sentimiento provocado por las cosas con los medios propios de las citadas artes. Lo que se debería expresar no es la imagen sino su carácter.

En la pintura Jarro con doce girasoles, pintado en agosto de 1888, Van Gogh buscaba el espíritu del simbolismo. La meticulosidad de las flores contrasta con la caótica situación de las hojas así como la pastosa aplicación del color que, delante del fondo azul claro, consigue que el cuadro tenga un significado que va más allá que la simple reproducción de las flores. Expone la imaginación del artista y su gran fuerza expresiva, la cual exigía un gran delirio de sentimientos.
Durante ese mes de agosto realizó cuatro pinturas sobre girasoles: primero con tres flores, después con cinco, hasta llegar a la de los doce girasoles sobre un fondo azul, y otro con quince girasoles sobre fondo amarillo.
Antes de la llegada a Arlés de Gauguin, le envió un autorretrato, con el título de Autorretrato como un bonzo, cuadro en el que es evidente su identificación con el japonismo, ya que se retrató con la cabeza rapada al estilo bonzo.
Gauguin fue el que impulsó a Van Gogh para que pintase lugares históricos de Arlés y así trabajaron juntos y pintaron la serie de vistas de Alyscamps. Escogieron diferentes motivos, Gauguin pintó un paisaje con un encanto pintoresco y más bien refinado, mientras que Van Gogh escogió un paseo enmarcado por altos álamos que tenían un color amarillo puro que contrastaba con el verde-azul del cielo. En cambio el color empleado por Gauguin era mucho más tímido. Se pintaron mutuamente, Gauguin pintó de perfil a Van Gogh y este pintó a Gauguin de espaldas.

#### Corte de la oreja
Con el paso de las semanas, la convivencia de los dos artistas fue empeorando, debido a sus diferencias personales, acentuadas por el carácter muy temperamental de ambos. Pasados menos de dos meses, en la tarde del 23 de diciembre de 1888, Van Gogh y Gauguin tuvieron un altercado que dio origen a una de las explicaciones que se han dado acerca de la pérdida de la oreja izquierda del primero. Gauguin en sus memorias señala que Van Gogh le amenazó y persiguió con una navaja barbera y que por la noche el neerlandés se automutiló. A continuación, Van Gogh habría envuelto la oreja en un paño y se habría dirigido a un burdel de Arlés que frecuentaba con Gauguin, donde presentó este «regalo» a una prostituta llamada Rachel. Posteriormente regresó a la «casa amarilla». A la mañana siguiente la policía lo encontró inconsciente, y fue trasladado al hospital Hôtel-Dieu de Arlés. Se avisó a Theo, y Vincent, que no recordaba el suceso, quedó ingresado durante catorce días. Gauguin dejó Arlés con rumbo a París y no volvió a tener contacto con Vincent, exceptuando algunas cartas posteriores.

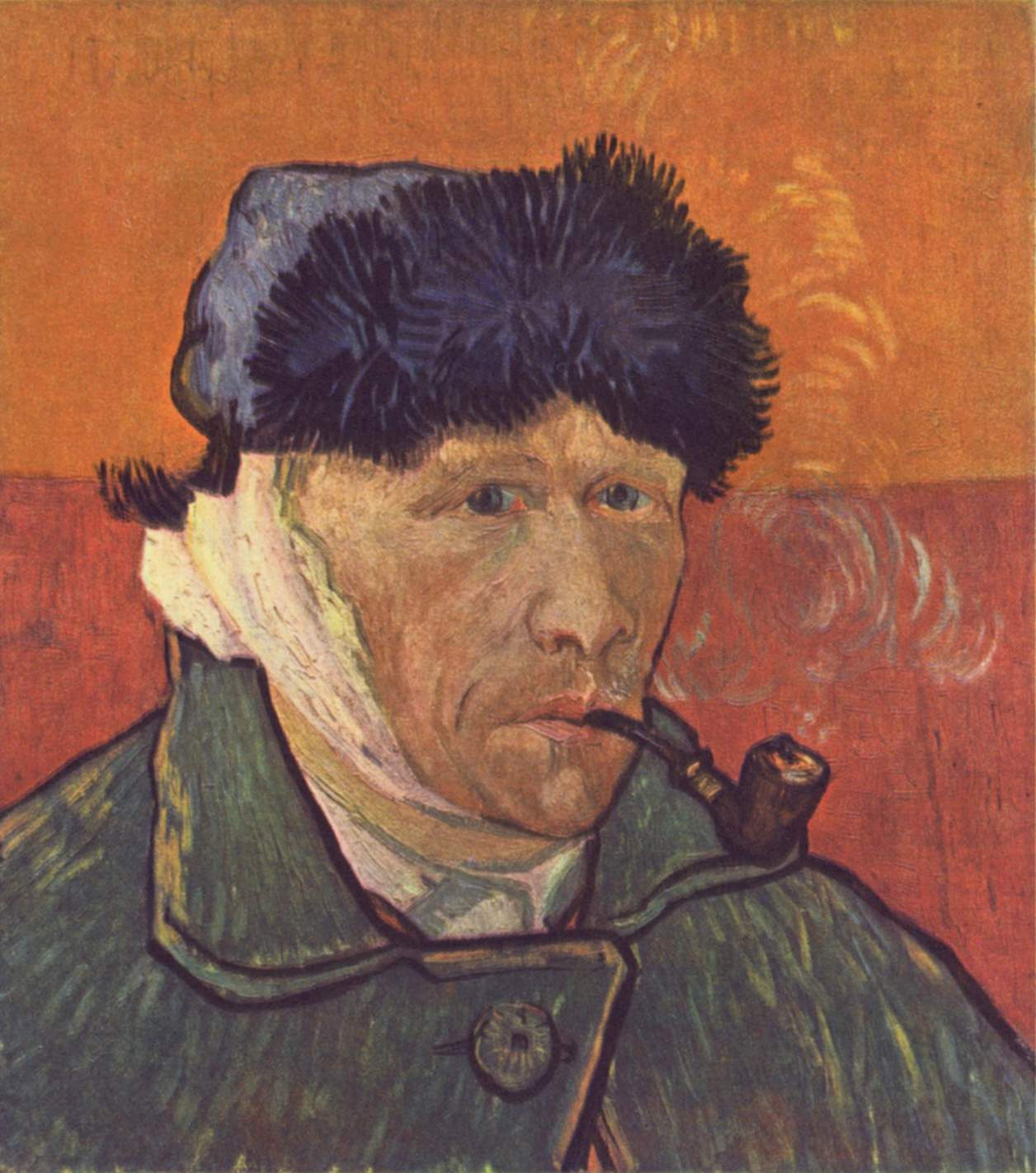
Autorretrato con oreja vendada (1889).

Gauguin declaró a la policía que la pérdida del apéndice auditivo se habría debido a una autolesión. Se ha expuesto la teoría de que el corte en la oreja fue una automutilación del artista como resultado del disgusto que le provocó la noticia de que su hermano Theo se iba a casar.
Nunca hubo unanimidad entre los estudiosos de los hechos, debido a las pocas fuentes existentes y a que la versión generalmente admitida se basa en las memorias de Gauguin, publicadas en 1903. En 2009 Hans Kaufmann y Rita Wildegans, en su ensayo Van Goghs Ohr, Paul Gauguin und der Pakt des Schweigens (La oreja de Van Gogh, Paul Gauguin y el pacto del silencio), revisaron el incidente estudiando el informe policial, las noticias publicadas en los periódicos de la época, la correspondencia de los dos pintores y los pocos testimonios existentes, muy posteriores a los hechos. Llegaron a la conclusión de que fue Gauguin quien hirió a Van Gogh con su sable en la disputa (era maestro de esgrima), y que una vez solo Van Gogh habría terminado de recortar la oreja. No se encontraron ninguna de las armas. Van Gogh no habría dicho nada para proteger a su amigo, y Gauguin habría regresado precipitadamente a París debido a su mala conciencia. Leo Jansen, conservador del Museo van Gogh de Ámsterdam, rechaza tal conclusión, afirmando que la evidencia presentada ha sido en su mayor parte sacada de contexto.
Durante mucho tiempo se creyó que el artista se había cortado solo parte del lóbulo de la oreja, no el apéndice completo. Sin embargo, un estudio de 2016 presentó, entre otras cosas, una carta a Theo van Gogh del doctor Félix Rey, que le atendió durante el incidente, donde describe la lesión y acompaña un dibujo que demuestra que se cortó la oreja casi por completo, conservando tan solo un trocito inferior del lóbulo.
Al regresar a su casa Van Gogh pintó el Autorretrato con oreja vendada, del que existen dos versiones. Ambos cuadros muestran un vendaje en la parte derecha de la cabeza, y debieron ser pintados delante de un espejo, ya que la oreja seccionada fue la izquierda. En uno Van Gogh se representa fumando en pipa para transmitir una sensación de sosiego, en una composición en la que predomina tanto el equilibrio cromático como el equilibrio de los elementos iconográficos. Pasadas cuatro semanas volvió a ser ingresado en el hospital ya que presentaba síntomas de manía persecutoria y se imaginaba que le querían envenenar. Durante unos diez días estuvo bajo tratamiento del doctor Félix Rey. En marzo, atendiendo una petición de los vecinos de Arlés que avisaron a la policía, fue ingresado una vez más, permaneciendo seis semanas en el Hospital Hôtel-Dieu de Arlés. El 17 de abril, Theo contrajo matrimonio con Johanna Bonger en Ámsterdam. Poco después, Vincent decidió internarse voluntariamente en el hospital mental de Saint-Paul-de-Mausole, un antiguo monasterio en Saint-Rémy-de-Provence, a unos treinta y dos kilómetros de Arlés.

### Sanatorio de Saint-Rémy-de-Provence

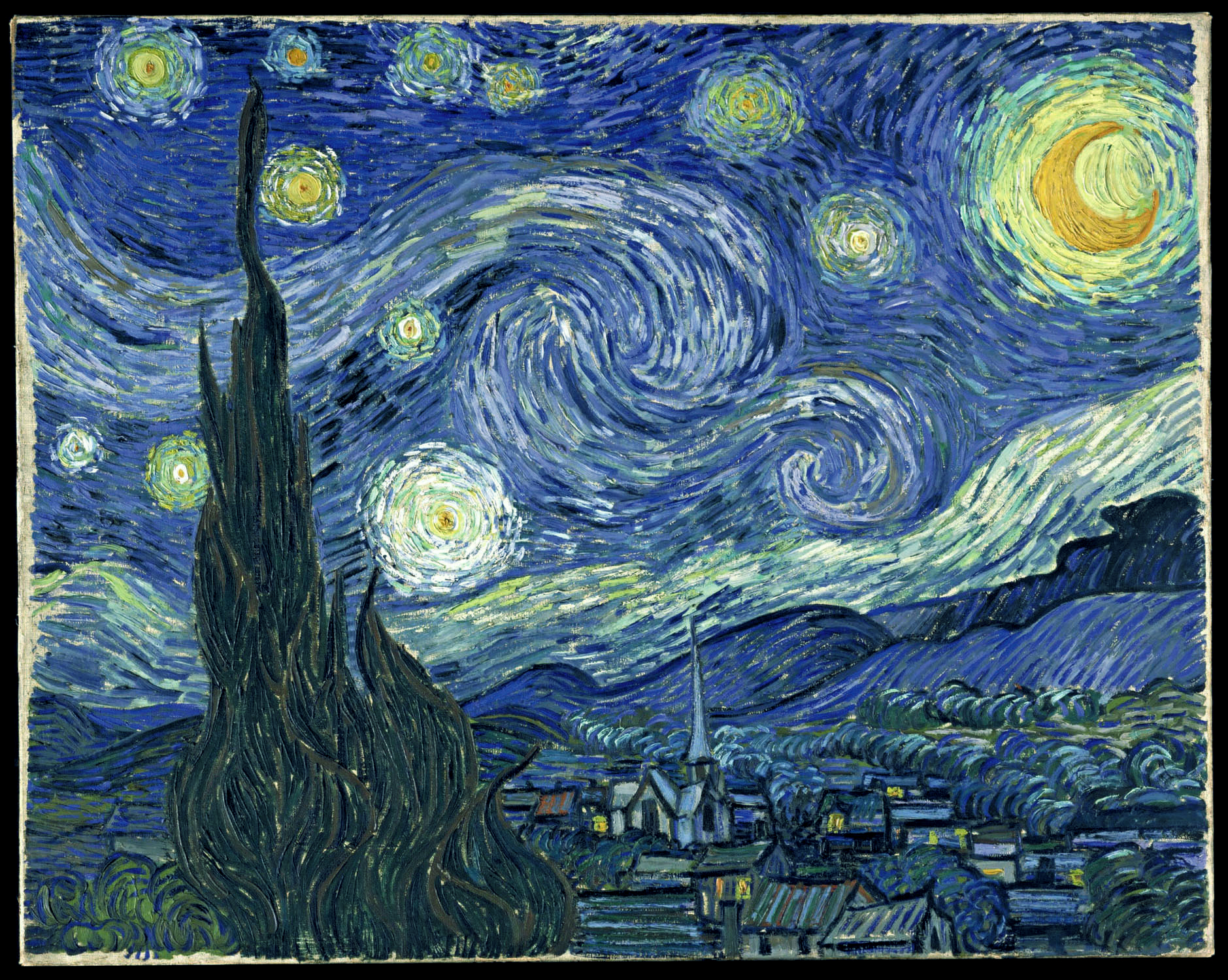
La noche estrellada.

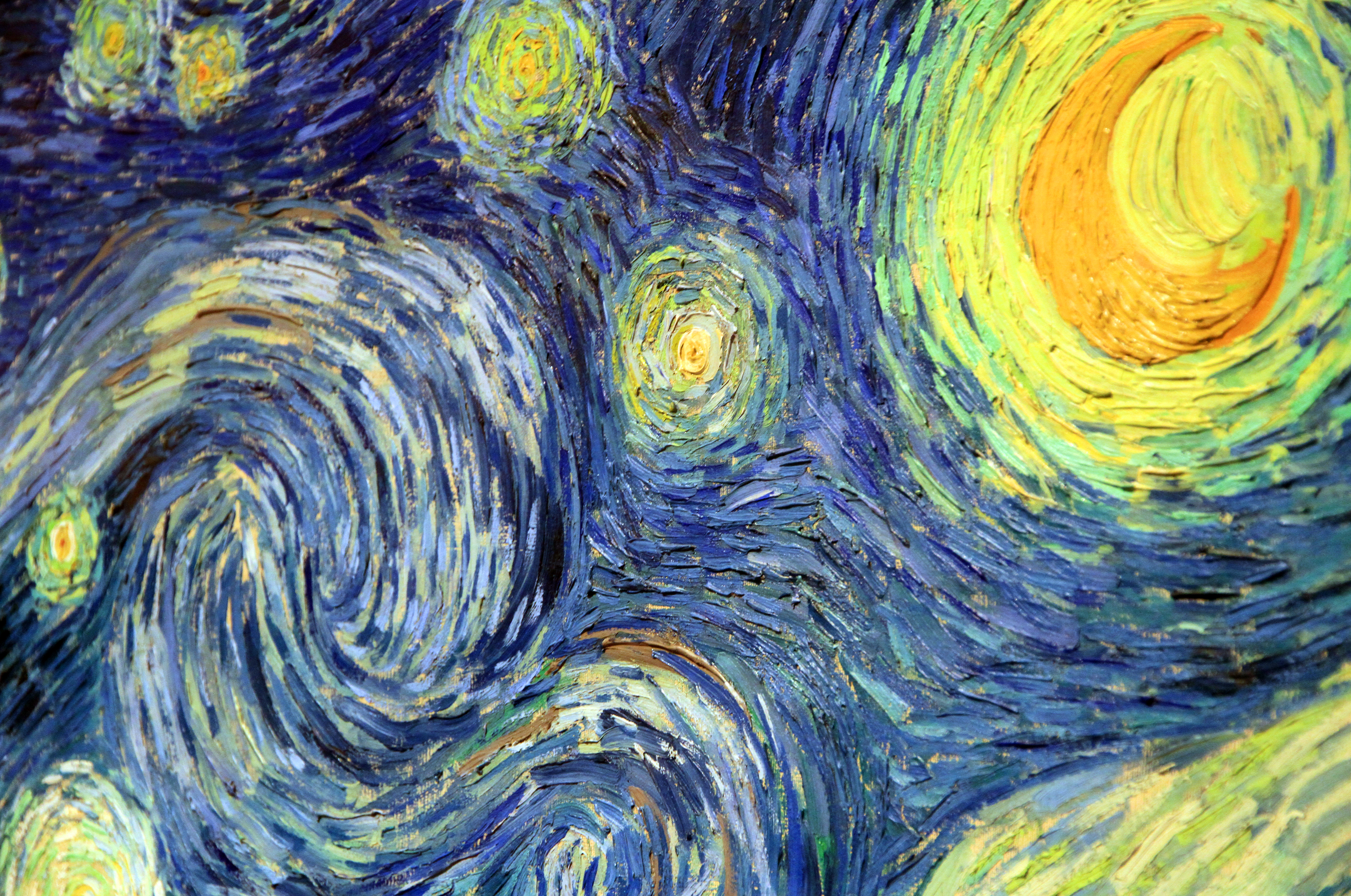
La noche estrellada (detalle).

Los últimos años de Van Gogh estuvieron marcados por sus permanentes problemas psiquiátricos, que lo llevaron a ser recluido en sanatorios mentales de forma voluntaria, entre los que se encontraba el manicomio de Saint Paul-de-Mausole en Saint-Rémy-de-Provence, donde ingresó el 8 de mayo de 1889. En el sanatorio tenía dos habitaciones disponibles, una de ellas habilitada para servirle de taller. Cuando no quería pasear, por temor a sufrir una crisis, pintaba cuadros de interior, como Jarrón con lirios. Uno de sus primeros cuadros allí fue Iris, donde muestra una gran vitalidad rítmica y una gran conjunción de colores. En esta época su pintura se caracteriza por la presencia de remolinos, como se puede observar en una de sus pinturas más conocidas, La noche estrellada.

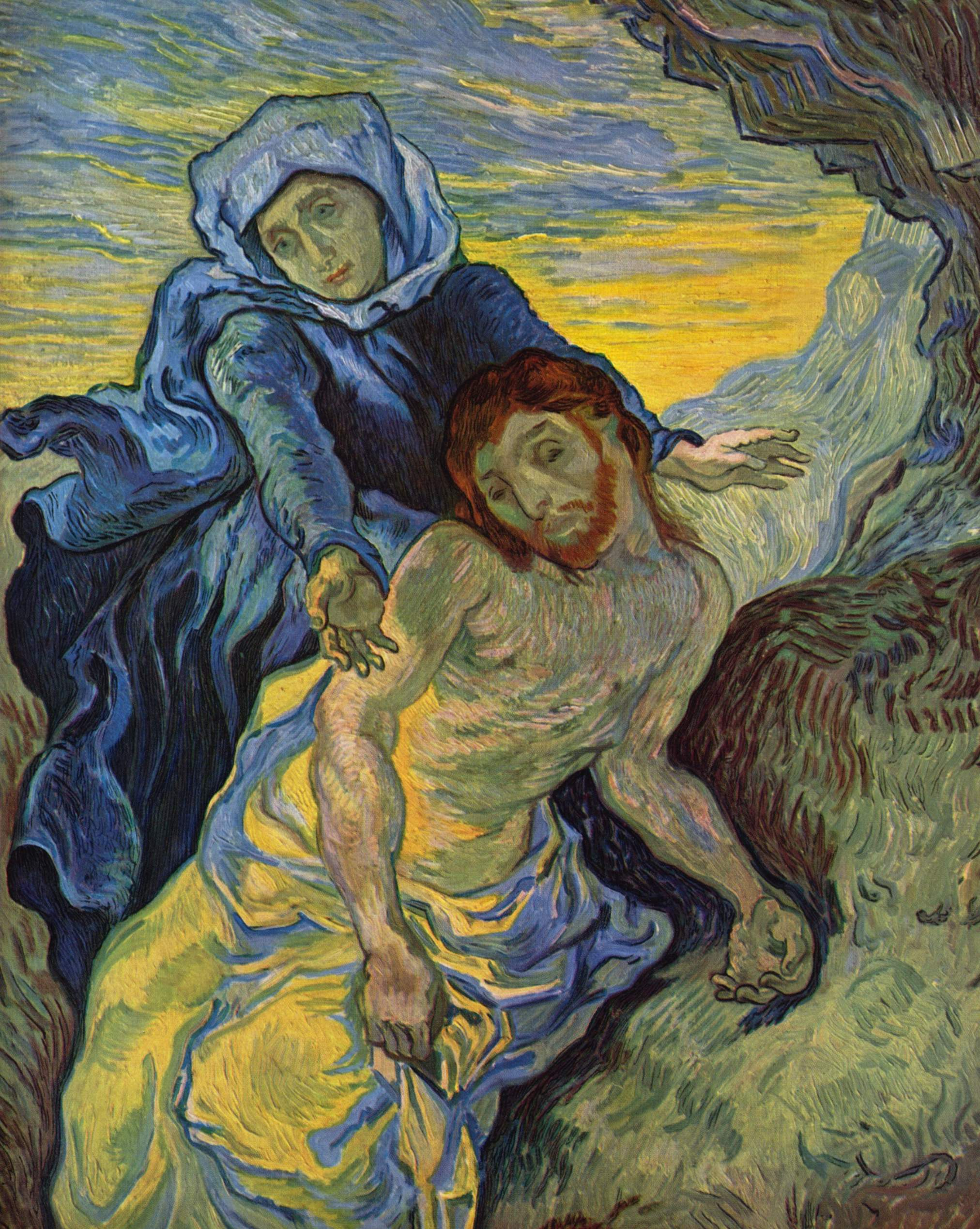
La Piedad (según Delacroix), versión de Van Gogh.

Cuando empezó a salir a dar paseos por los alrededores de la clínica, creó obras donde los temas eran pinos, cipreses y olivos. Fue durante el mes de junio cuando desarrolló los efectos pictóricos ondulantes en los árboles. De los olivos con sus troncos sinuosos, hizo varios cuadros: Alpilles con olivos en primer plano, Olivo y Recolección de la oliva. Los pinos los tenía como modelos en el mismo jardín del hospital. Uno de los primeros cuadros fue Maleza, donde solo se aprecian en la parte inferior de los troncos con tonos constituidos por azules fríos. Más tarde pintó los pinos que se aprecian en los cuadros: El jardín del hospital de Saint Paul y Pinos en el cielo de la tarde. Pero fueron los cipreses, con su forma triangular, los que le sirvieron para crear una magnífica serie de paisajes. Incorporaba la mancha oscura del ciprés en muchas de sus grandes composiciones, como en La noche estrellada y, entre otras, en Campo de trigo con ciprés, Cipreses con dos mujeres y Ciprés en el cielo estelar.
En Saint-Rémy, volvió a tener la necesidad de copiar a pintores que admiraba, por lo que pidió a su hermano Theo que le enviase láminas de reproducciones, a partir de las que él interpretaba el color a su manera. De esta forma exploró temas religiosos como La Piedad (Delacroix), donde pintó a Cristo con el cabello y la barba de color rojo y La resurrección de Lázaro (Rembrandt). También volvió a copiar algunas de sus pinturas favoritas, las de Millet: la Campesina batiendo el lino y La Noche (a partir de La Veillée de Millet). Todas se conservan en el Museo Van Gogh de Ámsterdam.

### Exposiciones en vida

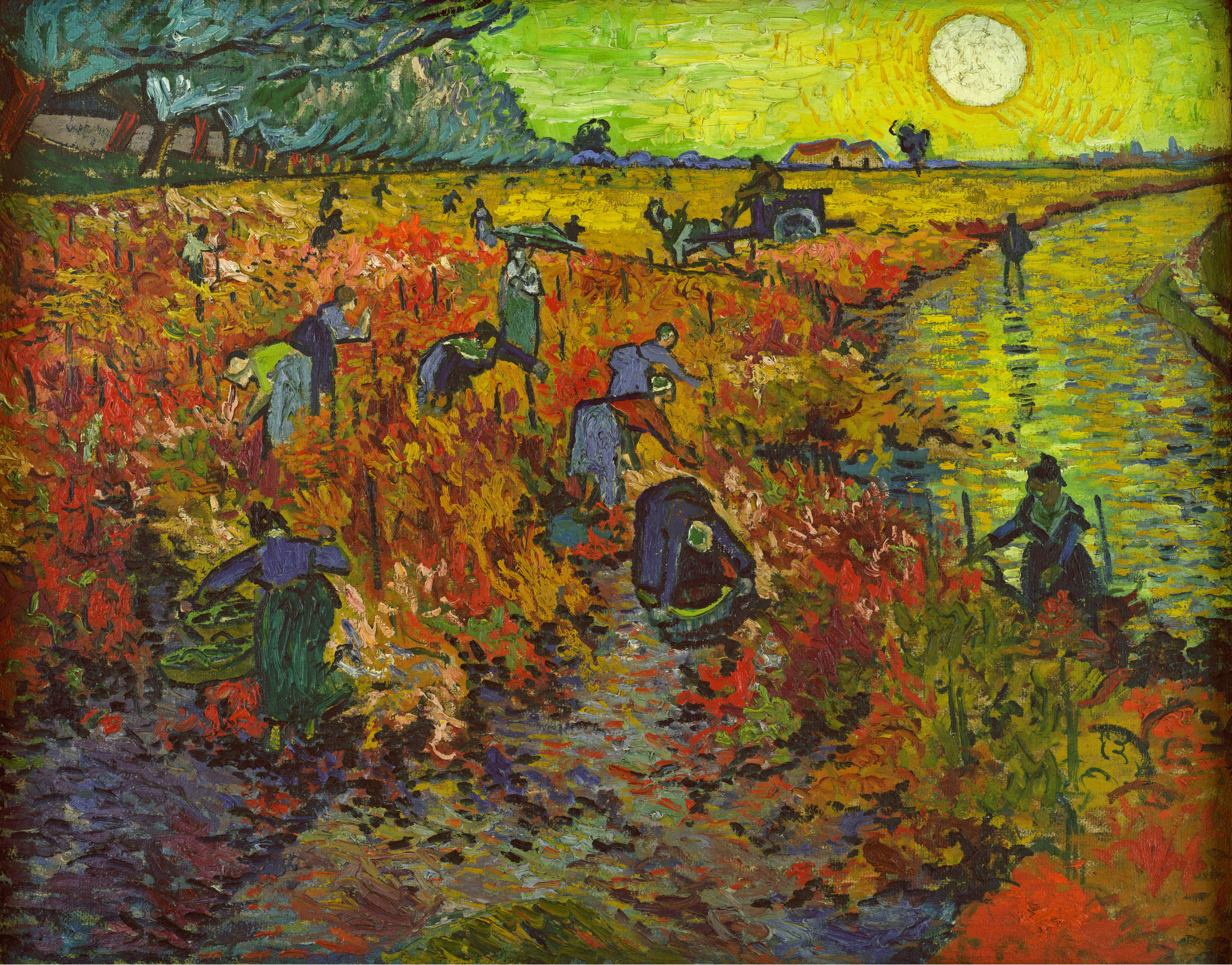
El viñedo rojo, una de las tres pinturas vendidas en vida de Van Gogh.

La primera exposición de la obra de Van Gogh fue en París en 1889, en el Salón de los Independientes, organizada más tarde (entre mayo y octubre) que en otros años, para que pudiera coincidir con la Exposición Universal de aquel mismo año. La elección de obras las hacían los mismos artistas pero los nuevos socios solo podían presentar dos, y Van Gogh indicó a su hermano las dos pinturas que quería enviar: La noche estrellada (1888) e Iris (1889).
En enero de 1890 recibió la invitación para participar en una exposición en Bruselas con el grupo Les XX, a la que envió seis obras: dos de la serie de Los girasoles y cuatro sobre paisajes. Dos de las que había pintado en Arlés, La viña roja y Vista de Arlés, y dos más en Saint-Rémy. Durante la inauguración, Henri de Groux criticó los cuadros de Van Gogh, pero salieron en su defensa Toulouse-Lautrec y Paul Signac. En esta misma exposición vendió la obra El viñedo rojo, adquirida por la pintora perteneciente al grupo Los XX Anna Boch, hermana de su amigo Eugène Boch.
Finalmente fue en el Salón de los Independientes de París, en febrero de 1890, donde expuso la cuota completa de diez pinturas.
Volvió a tener nuevos colapsos, que le duraban más que en las veces anteriores; padecía angustia, terror y alucinaciones con accesos de ira muy intensos. Cuando volvió a escribir a Theo, le explicó que había decidido abandonar la clínica. Después de una breve estancia en París con su hermano, decidió establecerse en Auvers-sur-Oise.

### Auvers-sur-Oise

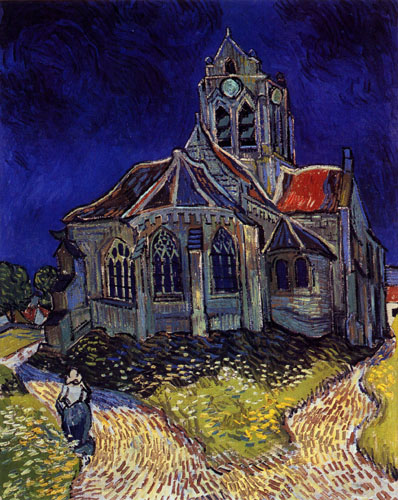
La iglesia de Auvers-sur-Oise.

Trasladado a Auvers-sur-Oise, localidad cercana a París, se instaló en una habitación de la posada Ravoux. Allí conoció a un amigo de Theo, el Dr. Paul Gachet, pintor aficionado, que se ofreció a cuidarle y visitarle. Bajo la atención del Dr. Gachet la actividad artística de Van Gogh fue intensa: en dos meses pintó más de setenta cuadros. Frecuentaba la casa del doctor, y pintó el jardín, a su hija Margarita rodeada de flores y en el piano, y al mismo doctor. Van Gogh volvió a refugiarse en la pintura con gran entusiasmo, le gustaban los paisajes de Auvers, como antes habían maravillado a tantos otros pintores como Corot, Pissarro, Armand Guillaumin y Cézanne.
Escribió a su madre estas reflexiones: 

Estoy plenamente absorbido por estas llanuras inmensas de campos de trigo sobre un fondo de colinas, vastos como el mar, de un amarillo muy tierno, un verde muy pálido, de un malva muy dulce, con una parte de tierra labrada, todo junto con plantaciones de patatas en flor; todo bajo un cielo azul con tonos blancos, rosas y violetas. Me siento muy tranquilo, casi demasiado calmado, me siento capaz de pintar todo esto.

En esta población es donde empezó a utilizar el formato horizontal alargado de doble cuadrado, que precisamente en el valle de Oise había sido utilizado por el pintor Charles-François Daubigny de la escuela de Barbizon. Van Gogh había pintado algunas veces el jardín de la casa de Daubigny.
Su cuadro sobre La iglesia de Auvers-sur-Oise está construido sobre líneas fuertes y definidas, que producen el efecto de una escultura recortada sobre el azul intenso del cielo, lo que da una sensación de oscuridad. La profundidad la consigue con los dos caminos en forma de /v/ en un primer plano; estos caminos aparecen colocados de manera similar en una obra posterior, Campo de trigo con cuervos. Van Gogh señala en sus cartas la soledad y la melancolía que tienen estos últimos paisajes de trigales bajo cielos tempestuosos y amenazantes. Se ha dicho que los símbolos de los cuervos planeando sobre el trigo sugieren la premonición de la muerte. Las dos bandas de color, con el contraste del azul y el amarillo, anulan el espacio de la perspectiva. La composición de la perspectiva en el campo abierto tiene un sentido inverso, sale del horizonte en dirección hacia la parte delantera. El azul del cielo está en un solo plano y consigue crear una unidad, mientras que el amarillo del trigo está dividido en dos planos, el rojo de los caminos en tres y el verde complementario de las franjas del camino en cinco. Este cuadro está considerado como una de las mejores obras del artista.

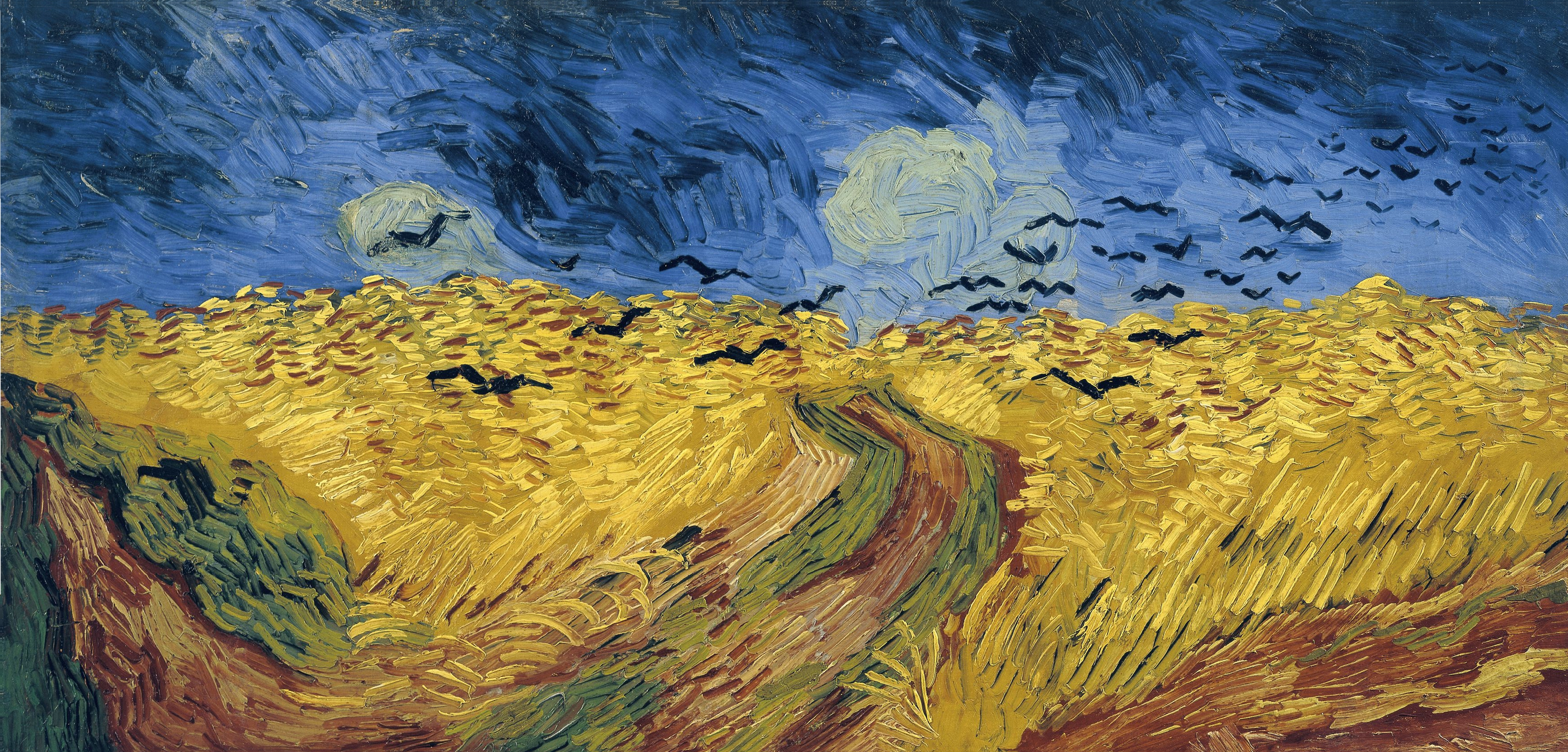
Campo de trigo con cuervos (julio de 1890). Pintura al óleo, 50 × 100 cm;
Museo Van Gogh, Ámsterdam.

Antonin Artaud, con un extenso poema en prosa, da la noción de la calidad de Van Gogh; basta leer algunos fragmentos de tal poema ("Van Gogh, el suicidado por la sociedad"):

(...) Regreso al cuadro de los cuervos; ¿quién ha visto cómo, en ese cuadro, equivale la tierra al mar? (...) el mar es azul, pero no de un azul de agua, sino de pintura líquida(...) Van Gogh ha retornado los colores a la Naturaleza, pero, a él, ¿quién se los devolverá? (...) aquel que supo pintar tantos soles embriagados sobre tantas parvas sublevadas, el Café de Arlés, la recolección de las olivas, los Alyscamps; (...) 'El puente', sobre un agua en donde se tiene el irrefrenable deseo de hundir el dedo en un movimiento de regresión violenta a la infancia (...).

### Muerte

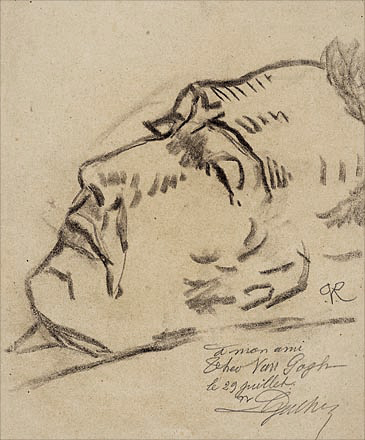
Van Gogh en su lecho de muerte, dibujado por su médico y pintor aficionado Dr. Paul Gachet.

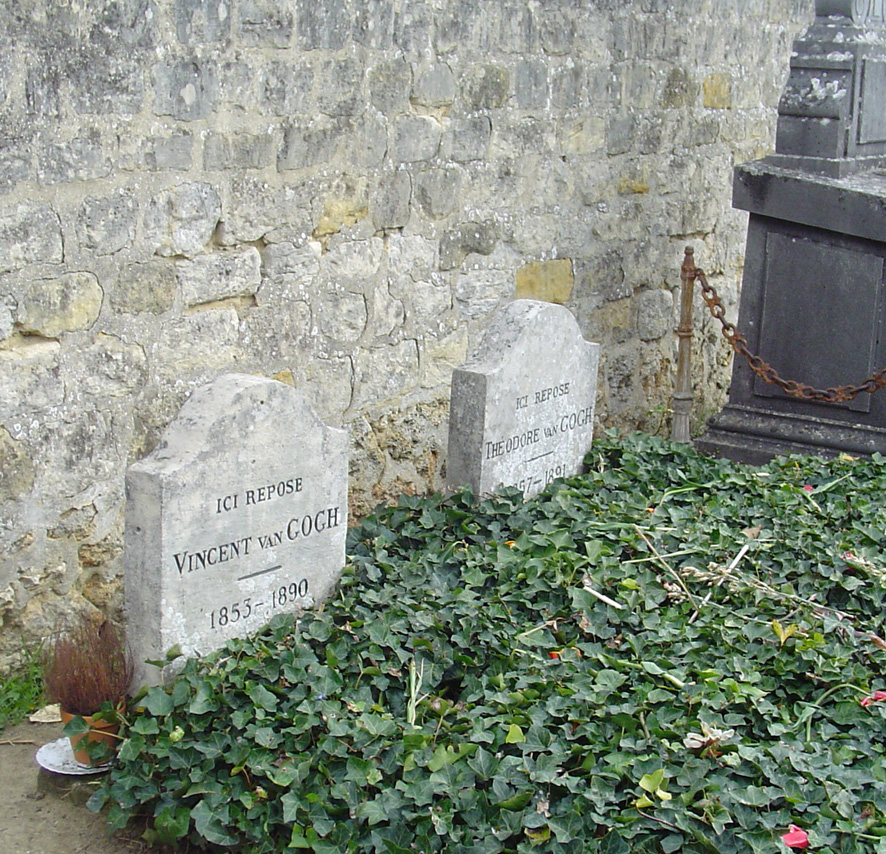
Las tumbas de Vincent y Theo van Gogh en el cementerio de Auvers-sur-Oise.

Durante los últimos treinta meses de vida llegó a realizar 500 obras y en sus últimos 69 días firmó hasta 79 cuadros. El 22 de febrero de 1890, Van Gogh sufrió una nueva crisis que fue «el punto de partida de uno de los episodios más tristes en una vida ya plagada de tristes acontecimientos». Este período duró hasta finales de abril, tiempo durante el cual fue incapaz de decidirse a escribir; sin embargo, siguió dibujando y pintando. Hughes escribe que entre mayo de 1889 y mayo de 1890, «tuvo arrebatos de desesperación y alucinación que le impedían trabajar, y entre ellos, meses en los que pudo hacerlo y lo hizo marcado por el éxtasis de extremo visionario». Sin embargo, su depresión empeoró y el 27 de julio de 1890, a la edad de treinta y siete años, mientras paseaba por el campo, murió. «Yo arriesgué mi vida por mi obra, y mi razón destruida a medias»; estas son las palabras de Vincent en la última carta encontrada en su lecho de muerte el 29 de julio de 1890. Vincent fue enterrado en el cementerio de Auvers-sur-Oise. Se considera que sus padecimientos mentales eran consecuencia de los trastornos mentales que le generaba una insuficiencia renal, probablemente por piedras en el riñón, aunque según otros autores su enfermedad mental se la producía la sífilis. Poco después de la muerte de Vincent, su hermano Theo ingresó en una clínica de Utrecht, donde falleció el 25 de enero de 1891, a los seis meses del fallecimiento de su hermano. En 1914 el cuerpo de Theo fue exhumado y enterrado junto al de Vincent.
En 2011 surgió una teoría que postulaba que Van Gogh no murió naturalmente, sino que murió por un disparo accidental efectuado por dos muchachos que jugaban con una pistola. En una biografía sobre el artista, Van Gogh: la vida, Steven Naifeh y Gregory White Smith mantienen que el disparo provino de René y Gaston Secrétan, dos hermanos adolescentes que veraneaban en Auvers, y que eran conocidos del pintor, por lo que no habría querido incriminarlos y se habría autoinculpado. Según los autores, René era un chico problemático al que gustaba vestirse de «cowboy», y se entretenía disparando a animales con una vieja pistola calibre 38. Así, el 27 de julio de 1890 Van Gogh habría salido como siempre a pintar, recibiendo de forma accidental el disparo del menor de los hermanos. Según Naifeh, historiador del arte titulado en Princeton, «revisamos los testimonios iniciales que dieron lugar a la versión del suicidio, y vimos que no eran nada sólidos». Este autor afirma que en la entrevista que René Secrétan dio en 1956, el año de estreno de la película que Vincente Minnelli realizó sobre el pintor neerlandés, su testimonio «está lleno de culpabilidad». Esta teoría no está confirmada con otras pruebas ni aceptada por la mayoría de la comunidad académica, y el Museo Van Gogh de Ámsterdam considera prematuro valorar las conclusiones a las que han llegado estos autores.

## Obra

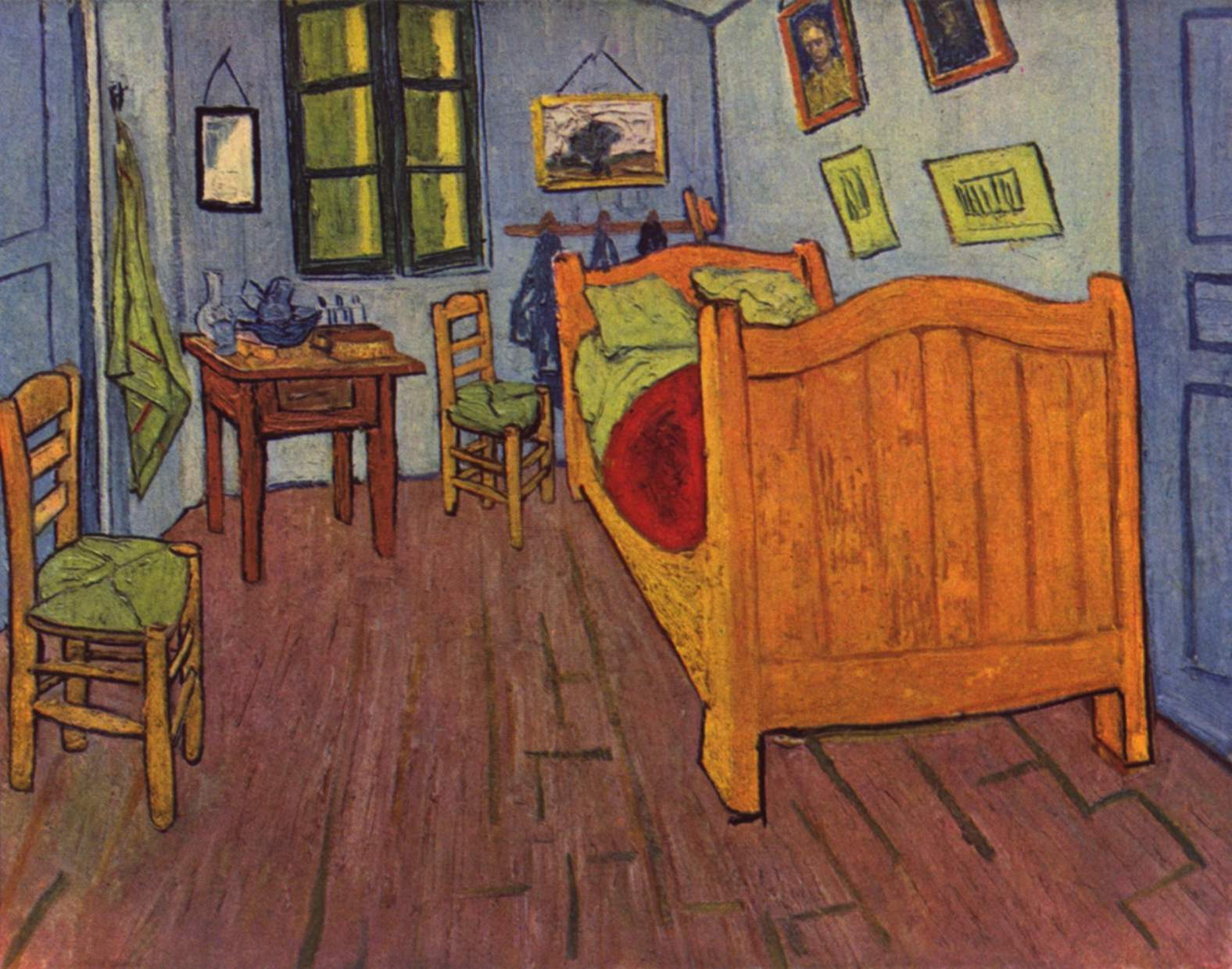
El dormitorio en Arlés (1888).

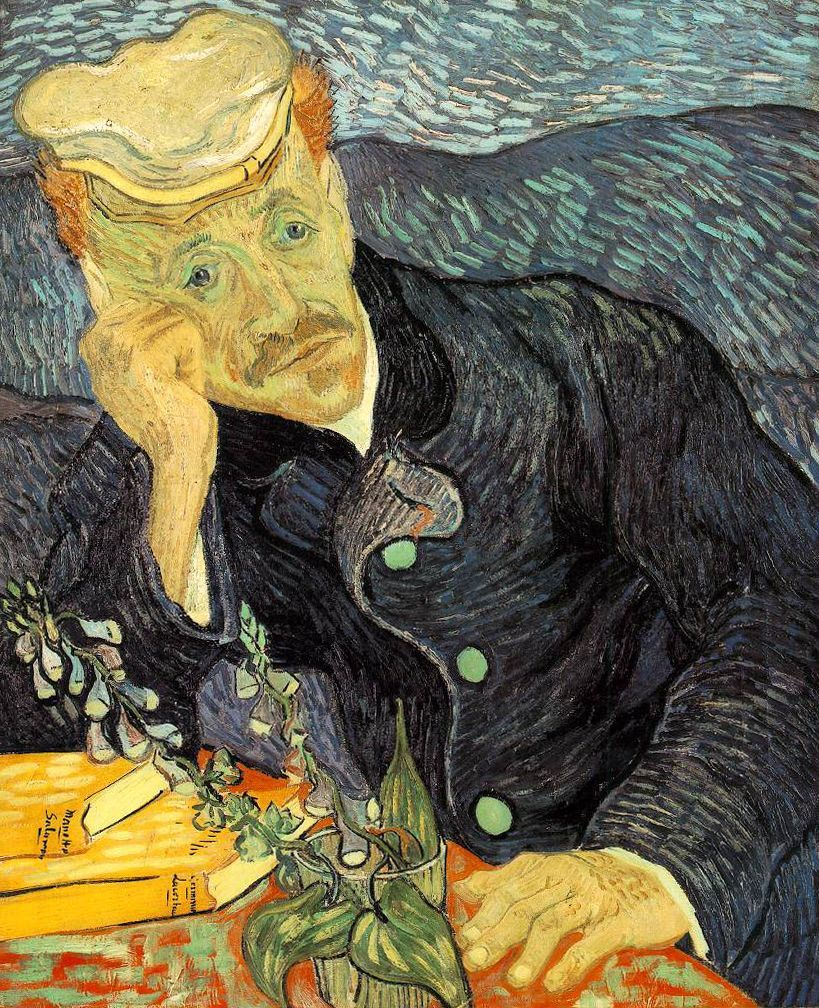
Retrato El doctor Paul Gachet (1890).

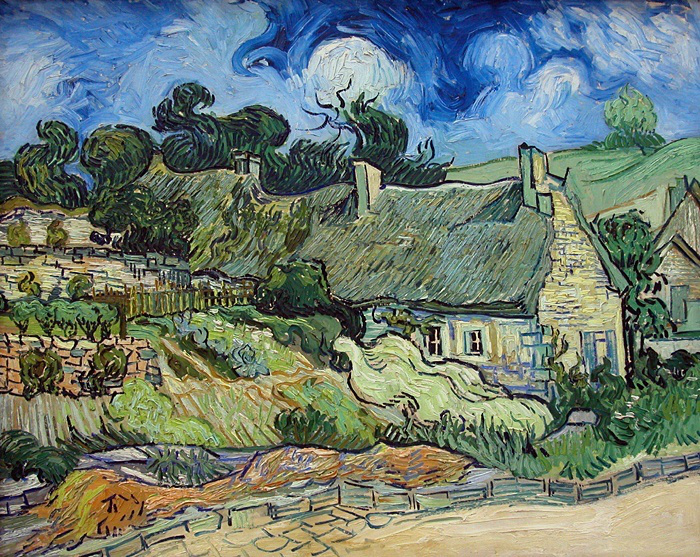
Campos en Cordeville, en Auvers-sur-Oise (1890).

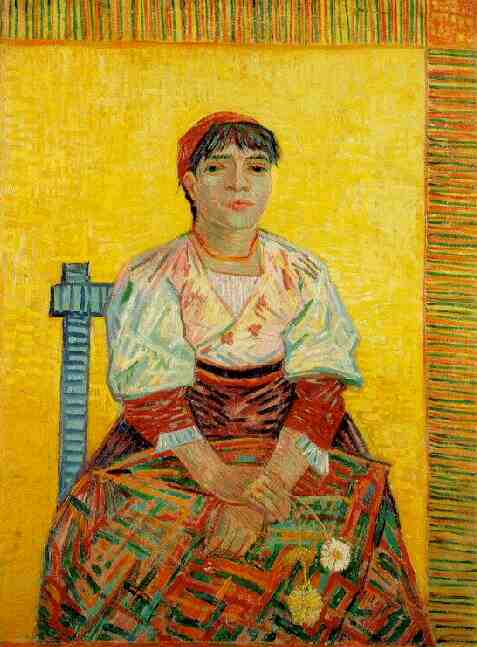
La italiana (1887), Museo de Orsay.

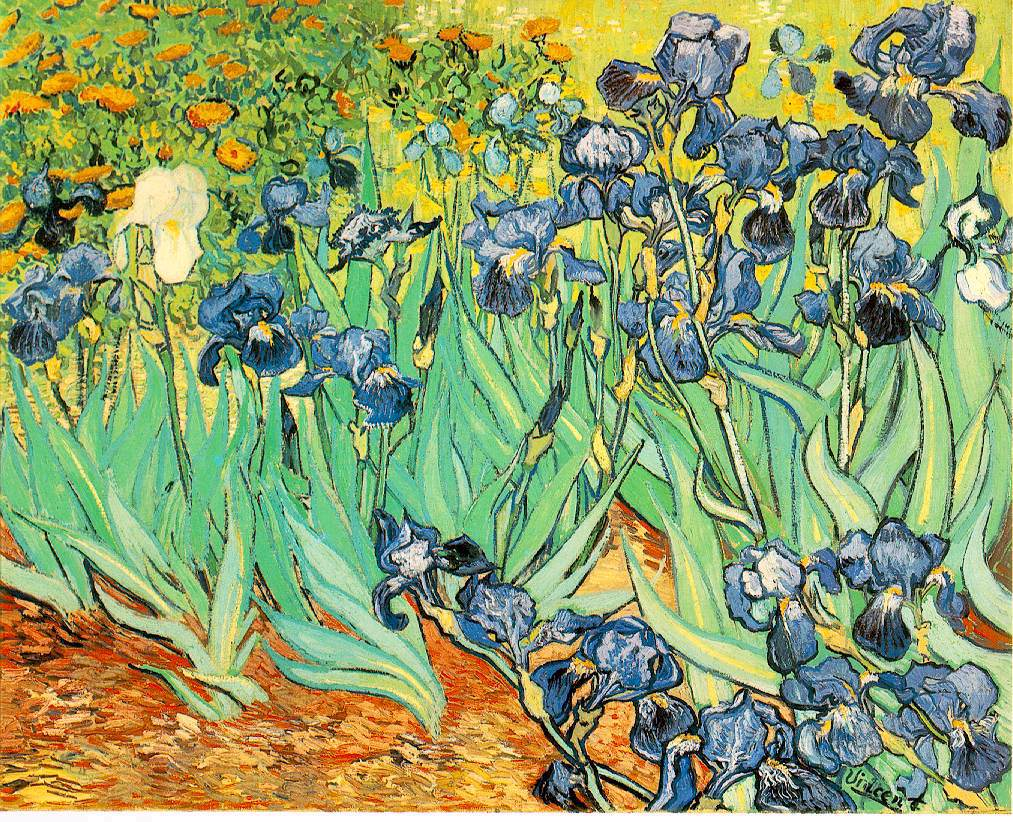
Lirios (1889); Getty Center, Los Ángeles.

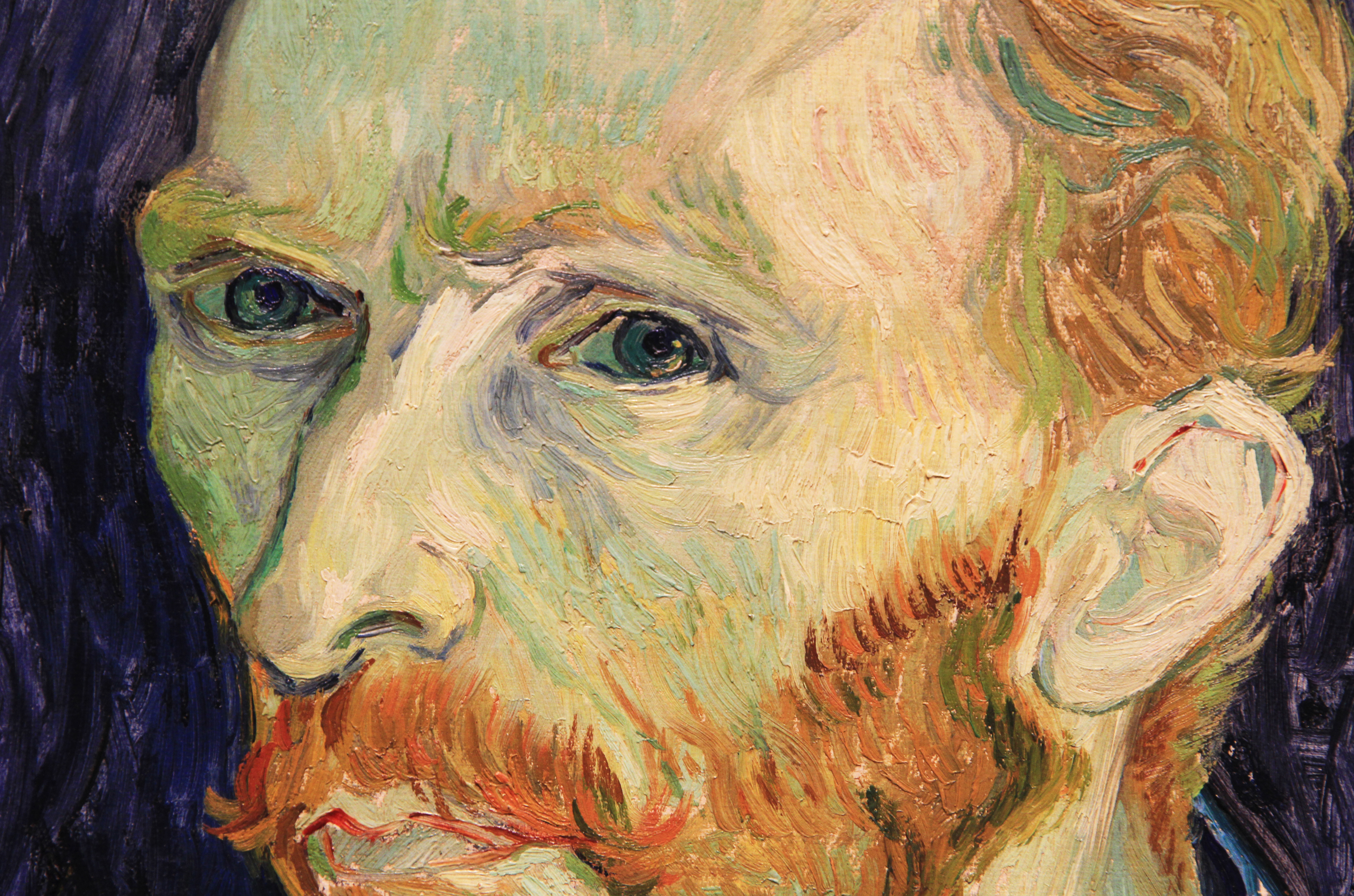
Detalle de autorretrato (1889).

Vincent van Gogh produjo toda su obra (unas 900 pinturas y 1600 dibujos) durante un período de solamente 10 años (etapa de 1880 a 1890) hasta que sucumbió a la enfermedad mental (posiblemente un trastorno bipolar o una epilepsia). Decidió ser pintor cuando tenía veintisiete años y siempre quiso reflejar la vida en sus obras. Su carrera pictórica está marcada por los lugares donde vivió y trabajó. Así se aprecia en la primera etapa de los Países Bajos (1880-1886), donde la pintura tradicional y popular de este país, exclusivamente en colores terrosos, fueron lo que más influyó en obras como Los comedores de patatas y las pinturas sobre los tejedores. Realizó numerosos dibujos de mineros, de figuras campesinas y copió obras de su pintor favorito, Jean-François Millet.

### Impresionismo
La siguiente etapa, en París (1886-1887), es la que le pone en contacto con los impresionistas que pretendían romper con el academicismo de la época, con el traslado a la pintura de las impresiones de sus sentidos mediante la observación de la naturaleza. En París, conoció a pintores como Henri de Toulouse-Lautrec y Paul Signac, descubrió una nueva percepción de la luz y el color, aprendió la división de las gamas claras y los tonos y mostró una simplificación a la vez que una mayor intensidad en el tratamiento de los colores. En esta época empezó a copiar láminas japonesas, siendo uno de los pintores europeos a los que más influyó este tipo de pintura.

### Postimpresionismo
Quizá Van Gogh representó mejor el postimpresionismo, estilo que sucedió aproximadamente en el periodo entre 1885 y 1915. Representó una vía divergente del impresionismo, donde los pintores hacen de la vida cotidiana su tema principal. Este término fue utilizado por primera vez en 1910 por Roger Eliot Fry; surge del título que dio a la exposición de la Grafton Gallery en Londres: «Manet y los postimpresionistas». Fue utilizado por artistas como Cézanne, Van Gogh y Seurat pero a veces también por otros artistas de la gran década impresionista (1870-1880) como Matisse y Pierre Bonnard.

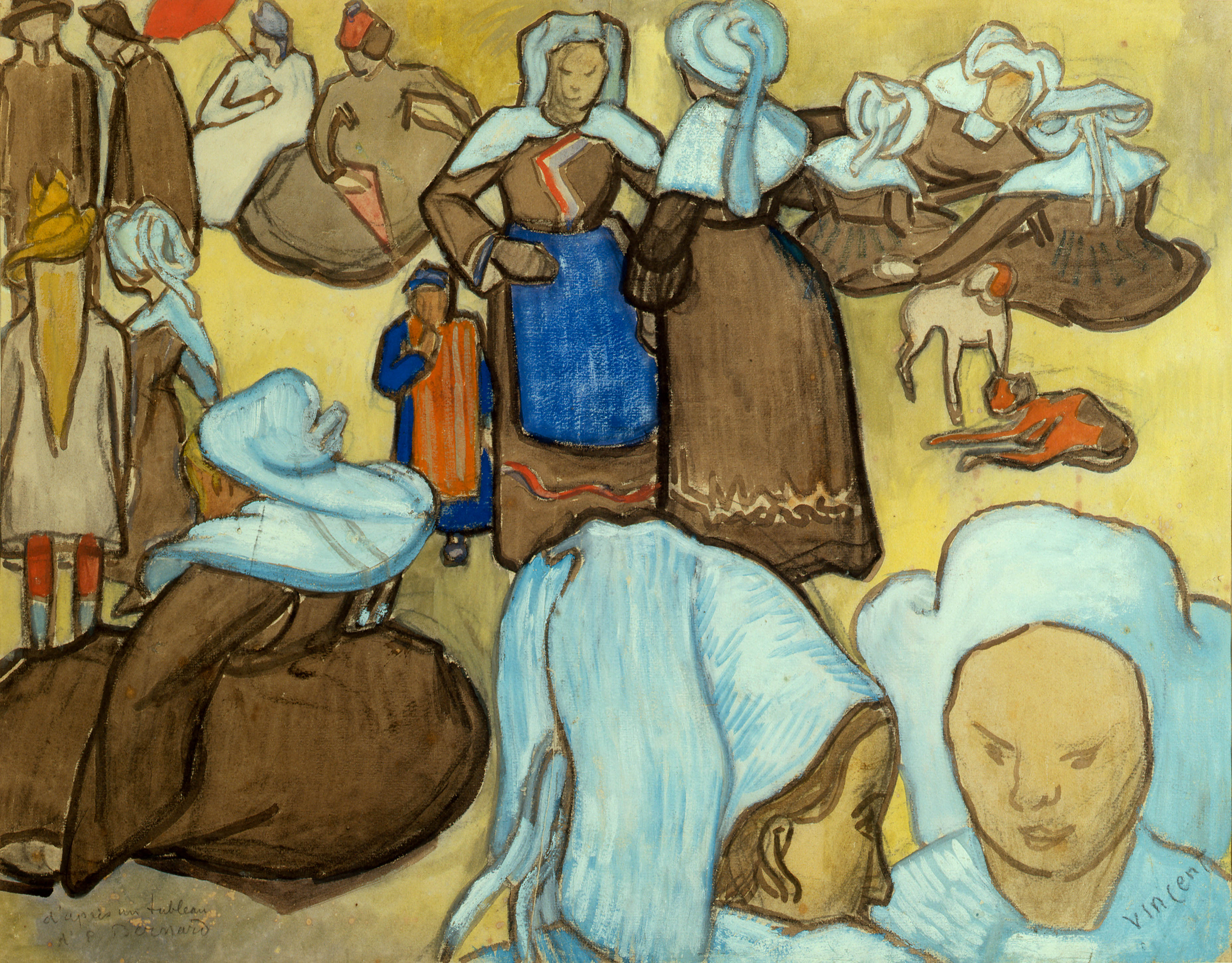
Mujeres Bretonas (1888). Acuarela, Cívica de Arte Moderno, Milán, Italia.

### Expresionismo y fauvismo
Su obra destaca por el uso del color y una técnica frenética que contiene algunos trazos del expresionismo. Van Gogh y Gauguin tenían técnicas diferentes: Gauguin acostumbraba a pintar normalmente en el taller de memoria y Van Gogh necesitaba siempre copiar in situ, fuesen paisajes o un modelo. Su temperamento exaltado quiso demostrarlo por la vía del color.
Los inicios del expresionismo aparecen durante las dos últimas décadas del siglo XIX, en la obra de Van Gogh, La italiana de finales de 1887, y en la de Edvard Munch (autor de El Grito) y, en otro nivel, en la del belga James Ensor (autor de La entrada de Cristo a Bruselas). Una tendencia a la que contribuiría Van Gogh después de su llegada en 1888 a Arlés, donde el choque con la luz del sur le empuja a la conquista del color, con obras como La noche estrellada y Los olivos de Saint-Rémy (1889). Las pinturas del periodo de Saint-Rémy de Provence se caracterizan en general por remolinos y espirales. El pintor transita desde la dramatización de las escenas de sus primeros trabajos a la simplificación que caracterizó sus últimas obras, en las que Van Gogh ya anuncia el comienzo del expresionismo. Desarrolló un estilo de fuerte dramatismo y prospección interior, y para ello se sirvió de pinceladas sinuosas y densas, de intenso colorido y estridente luminosidad, que deformaban la realidad hasta otorgarles un aire onírico. Sin embargo, habría que esperar a agosto de 1911, cuando el crítico de arte Wilhelm Worringer fue el primero en hablar de expresionismo.
En Alemania y Austria expresionistas como Ernst Ludwig Kirchner, Erich Heckel, Paul Klee y Oskar Kokoschka aprenderán de la técnica de Van Gogh, del nerviosismo, la exageración de las líneas y colores, que hacen que surja mejor la expresión de los sentimientos y las emociones. El color y el empaste en la proyección de la pintura de Van Gogh se formalizó quince años más tarde con el surgimiento del fovismo. Según Van Gogh: «En lugar de reproducir con exactitud lo que tengo delante de los ojos, prefiero servirme del color para expresarme con más fuerza».

### Reconocimientos
Octavi Mirbeau, historiador de arte, uno de los primeros en admirar a Van Gogh, para rendirle homenaje en el Salón de los Independientes, en la exposición realizada en 1891, escribió: 

Aquí me encuentro en presencia de alguien grande, gran maestro, una persona que me perturba, me emociona, llama mi atención (...) Van Gogh poseía, de una manera poco frecuente, algo que diferencia un hombre de otro: estilo (...) es decir, afirmación de la personalidad.

Desde el siglo XXI, el análisis del mensaje que se desprende de sus pinturas es positivo y alegre. Durante su breve dedicación artística, Van Gogh consiguió el dominio técnico y una productividad que pocos artistas han conseguido. En sus obras consiguió fusionar las cualidades de sus predecesores neerlandeses, como la devoción a la naturaleza, con el uso del color y la técnica de la pintura francesa.
Su fama creció rápidamente después de su muerte, gracias a la promoción de la esposa de Theo que, aunque no tuvo una buena relación con Vincent, resultó ser la única heredera de toda su obra tras el fallecimiento de su esposo, ocurrido poco después de la del pintor. Ha de señalarse que a ella se debe una de las pocas ventas de Van Gogh en vida del artista. El mayor impulso de su obra vino especialmente después de una exposición de 71 de sus pinturas realizada en París el 17 de marzo de 1901 (once años después de su muerte) a la que siguieron otras exposiciones, como la de 1905 en Ámsterdam, o la de Colonia en 1912, Nueva York en 1913 y Berlín de 1914. Todas ellas tuvieron un gran impacto sobre las generaciones artísticas posteriores. Desde mediados del siglo XX, Van Gogh fue reconocido como uno de los mayores pintores de la historia. En el año 2007, un grupo de historiadores holandeses realizó el The Canon of the Netherlands para su enseñanza en las escuelas e incluyó a Van Gogh como uno de los cincuenta temas del canon, junto con otros iconos nacionales como Rembrandt y De Stijl.
Se limitaron a solo tres las obras vendidas en vida del pintor: La viña roja, comprada por Anna Boch por la suma de 400 francos; Puente de Clichy, adquirido por 250 francos según el libro de ventas de la Casa Boussod y Valadon; y, finalmente, un Autorretrato a los marchantes Sulley y Lori de Londres. Las tres obras curiosamente fueron compradas el mismo año de 1888.
Varias de las pinturas de Van Gogh están entre las pinturas por las que se ha pagado más en todo el mundo. El 30 de marzo de 1987 la pintura Lirios de Van Gogh fue vendida por un valor récord de 53,9 millones de dólares en el local Sotheby's de Nueva York. Pero su comprador, el magnate Alan Bond, no pudo terminar de pagarla y tuvo que revenderla (por una suma no revelada) al Getty Center de Los Ángeles. El 15 de mayo de 1990 su Retrato del Doctor Gachet fue vendido por 82,5 millones de dólares en el local Christie's, estableciendo así un nuevo precio récord. La exhibición Imagine Van Gogh supone una serie de pantallas que en forma simultánea permiten sumergir al espectador en una selección de obras del autor en tamaño grande proyectadas desde distintos ángulos.
En 1995 la compositora norteamericana Gloria Coates estrenó en Dresde su Sinfonía nº9 "Homage to Van Gogh": el dilema de los membrillos, inspirada en el cuadro Naturaleza muerta con membrillos. 
En 2024, la National Gallery de Londres reunió sesenta obras del artista, que simbolizan sus dos años en Arlés y el hospital psiquiátrico de Saint-Remy.

### Procedimientos de trabajo
La técnica que empleaba era diferente según el efecto que quería conseguir, cubría los planos con colores claros, mientras que en otros cuadros ponía pinceladas amplias y a veces perfilaba todo el dibujo con trazos gruesos. En otras ocasiones, trabajaba con un pincel duro rayando todas las formas, y según le interesara, acentuaba las líneas o el color. El trazo con movimiento rítmico lo repetía tanto en los dibujos como en las pinturas.
Se cree que Van Gogh hizo un reaprovechamiento de lienzos ya usados en más de un tercio de su producción durante sus primeros trabajos. En 2008, un equipo de la Universidad Tecnológica de Delft y la Universidad de Amberes utilizó avanzadas técnicas de rayos X para descubrir una imagen de la cara de una mujer pintada anteriormente e incluso conseguir su coloración, que se encontraba por debajo de la obra Mancha de hierba.

### Obras
- Joven cortando hierba con una hoz (1881), papel verjurado, carboncillo y color al agua, Museo Kröller-Müller, Otterlo.
- Autorretrato (1887), óleo sobre lienzo, Instituto de Arte de Chicago.
- Autorretrato (1888), óleo sobre lienzo dedicado a Paul Gauguin, Museo Fogg de Cambridge, Estados Unidos.
- Autorretrato (1889), óleo sobre lienzo, Galería Nacional de Arte de Washington.
- Autorretrato con la oreja vendada y caballete (1889), óleo sobre lienzo, Galería de la Somerset House.
- Almendro en flor (1890), óleo sobre lienzo, Museo van Gogh, Ámsterdam.

## Robos de sus cuadros
Los cuadros de van Gogh han sido objeto de robo desde la Segunda Guerra Mundial. Algunas de sus obras no han sido recuperadas. En 2002 ladrones robaron 2 de los cuadros del Museo Van Gogh, La playa de Scheveningen durante una tormenta (1882) y Congregación saliendo de la Iglesia Reformada en Nuenen (1884-1885), que fueron hallados en Italia en 2016.

## Cartas

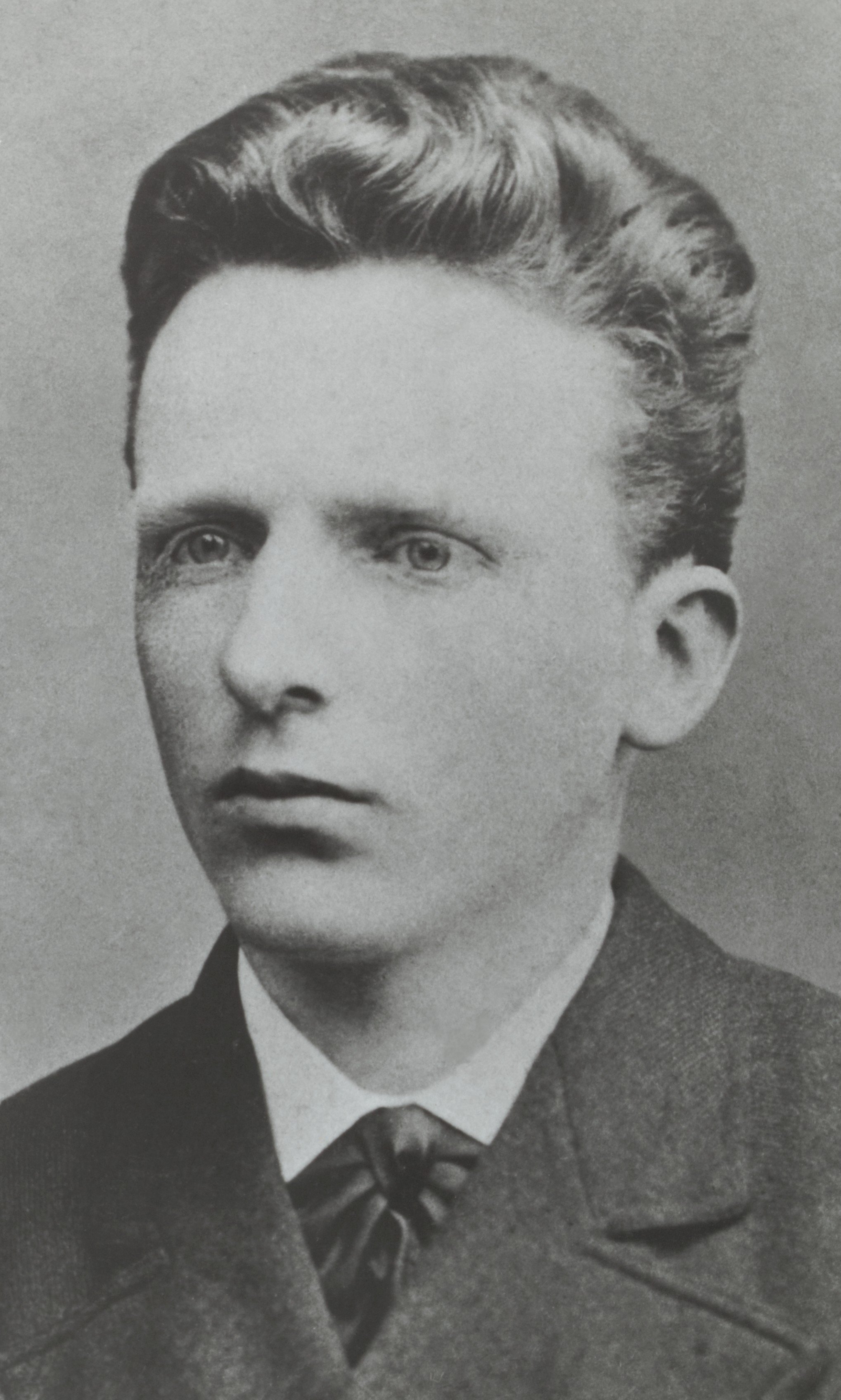
Theo van Gogh a la edad de veintiún años. Theo fue un defensor permanente y amigo de su hermano mayor.

Una gran parte del conocimiento que se tiene sobre Van Gogh deriva de sus cartas, la mayor parte dirigidas a su hermano, Theo van Gogh. Se conservan más de seiscientas cartas de Vincent a Theo y cuarenta cartas de Theo a Vincent, y aunque la mayoría de ellas no están fechadas, los historiadores de arte han sido capaces de ordenar esta correspondencia, en gran parte, de manera cronológica. La recopilación de estas fuentes textuales ha sido muy valiosa para establecer las bases de lo que se conoce sobre los hermanos Van Gogh. Es interesante hacer constar que el periodo en el que la vida de Van Gogh es más oscura, es el de su etapa de París, ya que Theo y Vincent vivían juntos sin necesidad de escribirse y por lo tanto hay menos información.
Van Gogh mantuvo correspondencia y se conservan unas doscientas cartas dirigidas a amigos y familiares especialmente con su hermana Wilhelmina. Las cartas salieron a luz en 1913, a través de la viuda de su hermano Theo, Johanna van Gogh-Bonger, quien explicó la «inquietud» que sentía al mostrar el drama de la vida del pintor y su preocupación para que no fuera motivo de eclipsar su obra artística. El mismo Van Gogh había sido un ávido lector de biografías de otros artistas para comprobar la consonancia del carácter con el arte de estos.